# Îles à la dérive
Îles à la dérive (Islands in the Stream) est le premier des ouvrages posthumes d'Ernest Hemingway, paru, en 1970.

## Genèse de l'œuvre

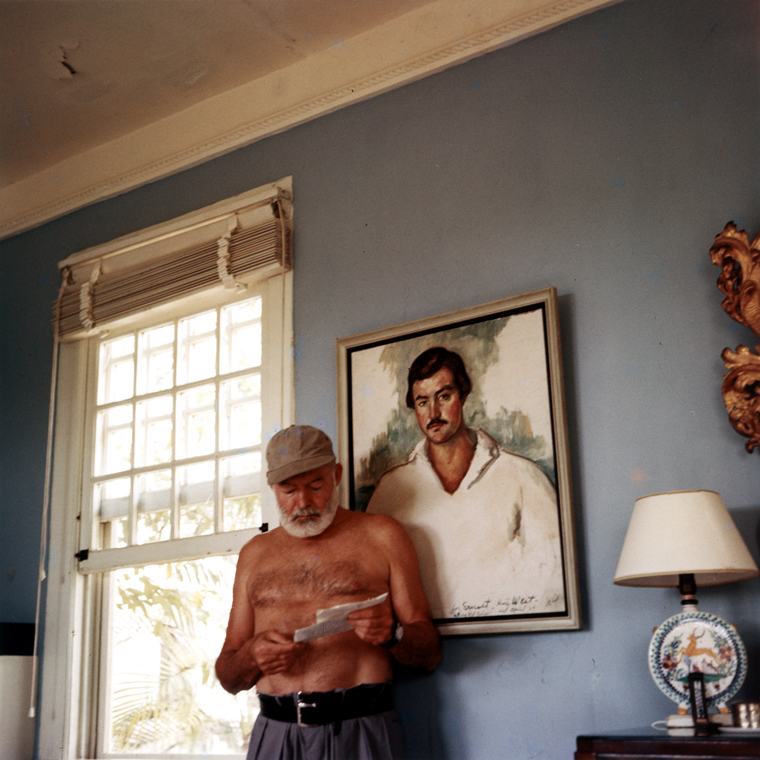
Ernest Hemingway dans le salon de Finca Vigia en 1953, devant son portrait en "Kid Balzac" peint par Waldo Peirce en 1929.

À l'origine, Hemingway avait l'intention d'écrire un triptyque qui trancherait avec le relatif insuccès de son dernier livre Au-delà du fleuve et sous les arbres. Il commence à l'écrire en 1950 et avait prévu d'intituler les trois parties décrivant la vie de son héros Tom Hudson : The Sea When Young (« la Mer, pendant sa jeunesse », situé aux îles Bimini), The Sea When Absent (« La Mer, pendant son absence », situé à La Havane) et The Sea in Being (« La Mer, transformation »). Cette dernière partie sera publiée en 1952 sous le titre Le Vieil Homme et la Mer.
Après la mort d'Hemingway (en 1961), l'ouvrage, non terminé, est découvert par sa veuve Mary Welsh Hemingway, avec 332 autres écrits divers, dans les archives de l'auteur. Mary et l'éditeur Charles Scribner's Sons ajoutent aux deux premiers récits une nouvelle inédite (Sea Chase, « Poursuite en mer »), et découpent le livre en trois chapitres intitulés : Bimini, Cuba, et At Sea (« En mer »). L'ensemble est publié en 1970 en anglais sous le titre Islands in the Stream (« Îles dans le Gulf Stream ») et traduit en français en 1971.

## Intrigue

### 1erchapitre:Bimini

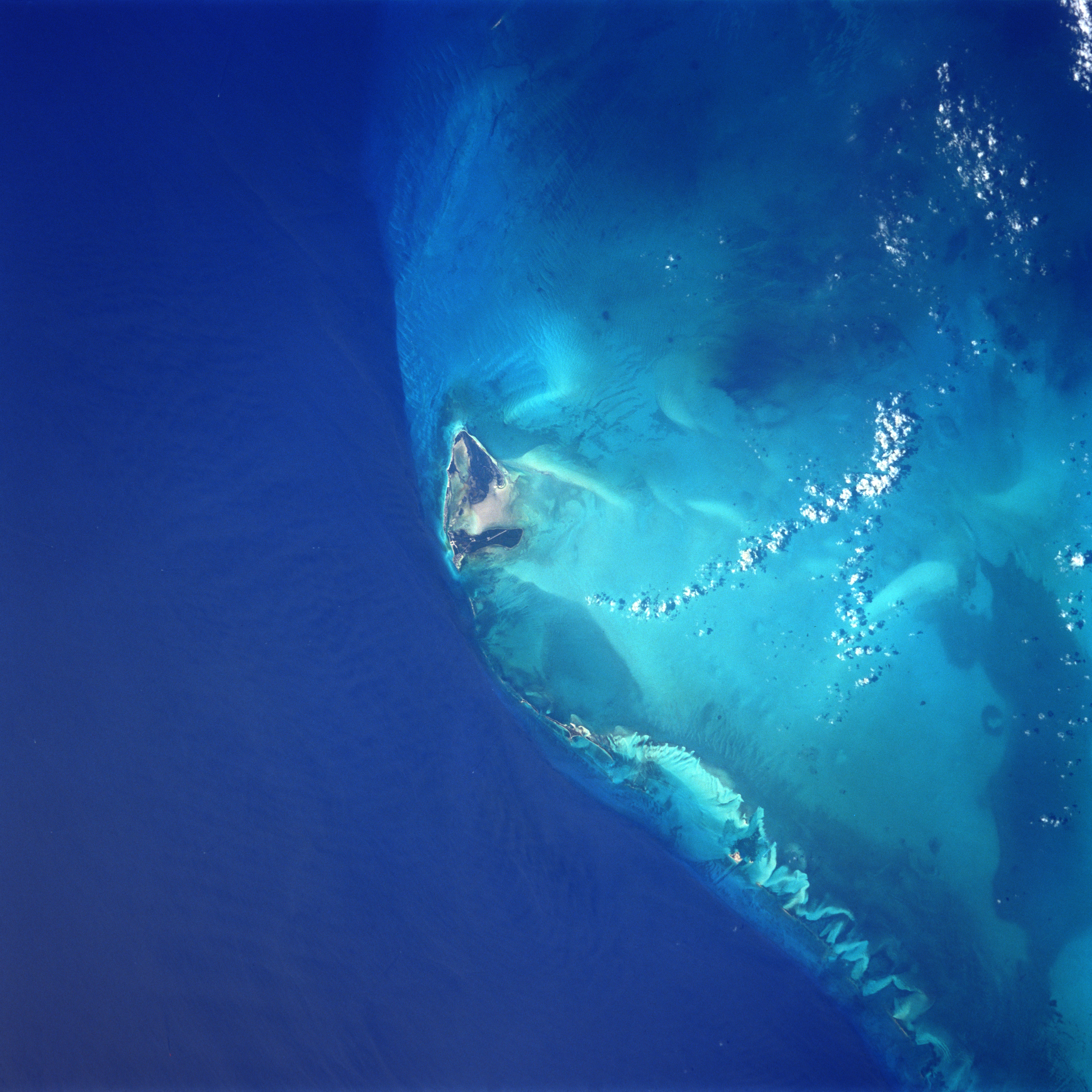
Les Bimini vues du ciel. Dans ses livres, Hemingway décrit plusieurs fois la fascination que créait chez lui la profondeur bleue du Gulf Stream (ici entre le plateau corallien des Bahamas à droite, et la Floride, invisible à gauche)

Originellement appelé « The Sea When Young » par Hemingway, repose sur les souvenirs de ses séjours à Bimini, petit atoll des Bahamas, au milieu des années 1930.
Deux personnages masculins, deux amis, occupent la scène : Tom Hudson, un peintre connu qui vit loin de la grande ville et trouve son inspiration sur les îles – et son ami Roger Davis, un écrivain.Aux Bahamas, c'est la fête anniversaire de la Reine Mère. Le soir, à quai, des amis de Tom Hudson boivent le rhum d'une marie-jeanne à pleines tasses, tirent de tous côtés des fusées de détresse, et finissent par se quereller avec le propriétaire du bateau voisin. L'écrivain Roger Davis, ami de Tom et bon boxeur amateur, rejoint le voisin sur le ponton et lui administre une très sévère correction à poings nus. Sonné et sanguinolent, l'homme parvient à rentrer dans son bateau ; mais il revient avec un fusil. Roger lui tourne le dos, et l’homme n’ose pas tirer.
Les trois enfants de Tom Hudson, nés de deux mères différentes, les rejoignent sur l'île pour cinq semaines de vacances. Hemingway décrit les enfants avec leurs particularités : Tom : « libre d’allures, mais poli » (« free and easy but polite ») - David, malin (« smart »), très bon nageur, il adore la pêche sous-marine (son père pense à une loutre quand il le voit) - et Andrew, le plus jeune, beau et « bâti comme un petit bateau de guerre » (built like a pocket battle-ship), excellent cavalier, mais difficile (mean).
Sur la plage, le jeune Tom évoque avec son père, Roger, et ses frères (qui écoutent et posent des questions) sa vie à Paris dans les années 1920. Il se souvient des écrivains : James Joyce (un original au parler très coloré) et Ezra Pound (qu'on trouvait "complètement fou"), des peintres (Picasso, Braque, Miro, André Masson...) et en particulier de Jules Pascin (qui était "bad"). Et aussi qu'il pêchait à la ligne avec son père dans la Seine, et comment son père tuait les pigeons du jardin du Luxembourg avec une fronde, puis les cachait dans la poussette pour les rapporter à l’appartement, où ils étaient plumés et mangés. Tom raconte aussi qu'il a emporté Ulysse (roman) de James Joyce au college et qu'il a failli être renvoyé car il lisait à ses amis le soliloque de Molly Bloom; le directeur voulait confisquer le livre, mais Tom lui a expliqué que c’était impossible, car il s’agissait d’une édition originale, avec une dédicace de Joyce à son père.
Les enfants et Roger Davis font une partie de pêche sous-marine près du bateau de Tom, qui est ancré contre le récif corallien. Tom est resté sur le pont; au cas où des requins apparaîtraient, il a sorti sa carabine de son étui, et il savoure un cocktail glacé. Soudain il voit approcher une grande nageoire dorsale qui fend la surface en zigzagant par à-coups : un énorme requin-marteau, attiré par les poissons fraîchement harponnés, tourne autour des plongeurs, et il se dirige vers David. Tom tire 3 fois sur la bête avec sa carabine, et la manque, mais le matelot-cuisinier du bord, Eddie, sort sa Thompson d'un coffre et crible le monstre de balles. Le requin s’enfuit en montrant « son ventre blanc, brillant et obscène, sa gueule large d'un yard, comme un sourire relevé aux coins, et les grandes cornes de sa tête, avec les yeux au bout », puis coule dans les profondeurs.
Alors que Roger est transi de peur et de culpabilité, Eddy, le héros du jour, sert à Tom et à ses enfants un excellent repas : conch salad (escargots de mer en salade) et les poissons de roche pris par les enfants, tronçonnés et grillés.
Pendant la nuit, la pleine lune empêche Tom Hudson de dormir ; il évoque alors les femmes que Roger Davis et lui ont connu : « Lui et Roger s’étaient tous deux mal conduit envers les femmes, et d’une manière stupide. Comme il ne voulait pas penser à ses propres stupidités, il pensa à celles que Roger avait commises. ».
Le lendemain matin la mer est belle, et ils partent tous à la pêche au gros dans la vedette de Tom. Ils quittent les eaux des Bimini et entrent dans le Gulf Stream. Un énorme espadon mord à la ligne de David. Tom est à la barre sur le pont supérieur, et c’est Roger qui aidera le jeune David de ses conseils. Après 6 heures d’une lutte épuisante, Andrew amène la prise record près du bord. On voit alors que l’hameçon a coupé les chairs de la bouche du poisson, et qu’il est près de se libérer. Et tout d’un coup la ligne mollit, alors qu'Eddy va gaffer la prise : l’hameçon a lâché. « Eddy se pencha, essaya de crocher la gaffe dans le poisson, puis il sauta par-dessus bord pour l’atteindre, et planter la gaffe dans son corps… Il n’y arriva pas. Le grand poisson resta suspendu dans l’eau, comme un immense oiseau pourpre, puis il commença à s’enfoncer lentement. Tous, ils le regardèrent s’enfoncer et devenir de plus en plus petit, jusqu’à ce qu’il disparaisse. ». Pour consoler son fils, Tom lui promet de peindre le poisson alors qu'il saute hors de l’eau, et aussi alors qu’il se tient immobile près de bateau, avant de s’éloigner.
Le lendemain (Eddy s’est battu plusieurs fois dans la nuit contre ceux qui ne voulaient pas croire que David a failli pêcher un espadon géant), les Hudson (sauf David qui a les mains et les pieds abîmés par sa lutte contre l’espadon) et Roger Davis vont au Ponce de León, le bar du village, pour monter une farce aux touristes américains qui viennent d’arriver au port. Les deux hommes jouent au rummy (alcoolique déchu) en manque, et le patron leur refuse à boire : ils sont, dit-il, trop dangereux et cassent tout quand ils ont bu. Le petit Andrew, au contraire, qui est un favori du barman car il sait se tenir, a droit à de généreuses rasades de gin (en fait du thé léger contenu dans une bouteille de gin). Quant au jeune Tom, il pleure en suppliant Roger de ne pas boire, car il sait bien que l’alcool l’empêche de travailler à son œuvre littéraire, et si c’est lui, Tom, qui écrit, le roman ne sera pas aussi bon.
La farce est un succès : les touristes sont totalement écœurés. Mais une jeune femme se révolte plus vigoureusement que les autres, et les hommes reconnaissent Audrey : c’était une très jeune fille qui faisait partie de leur monde alors qu’ils vivaient sur la Riviera française, plus de 15 ans auparavant. Roger et elle réveillent un amour qui couvait sous la cendre depuis cette époque.
Mais les vacances tirent à leur fin. « Ils ont eu beau temps pour les derniers jours de vacances. C’était aussi bien qu’au début, et ils n’y avait pas la tristesse d’avant-séparation. ». Tom, qui s'accuse d'être trop critique vis-à-vis d'Andrew, son plus jeune fils, a peint le garçon avec le gros wahoo qu'il a pêché : « l'étrange tête plate du poisson, ses zébrures le long de son corps bâti pour la vitesse. Il a peint le garçon avec son wahoo, avec en arrière-fond le phare monté sur pilotis, comme une araignée sur ses pattes, les nuages d'été, et le vert du rivage ».
Les enfants prennent le vieil avion pour Miami ; les deux plus jeunes vont rejoindre leur mère en France.
Quelques semaines plus tard, Tom reçoit un télégramme : ses deux plus jeunes fils sont morts avec leur mère dans un accident de voiture, à Biarritz. Tom prend l'Île-de-France (paquebot) pour Le Havre ; il boit pour s'anesthésier.

### 2echapitre: «Cuba»

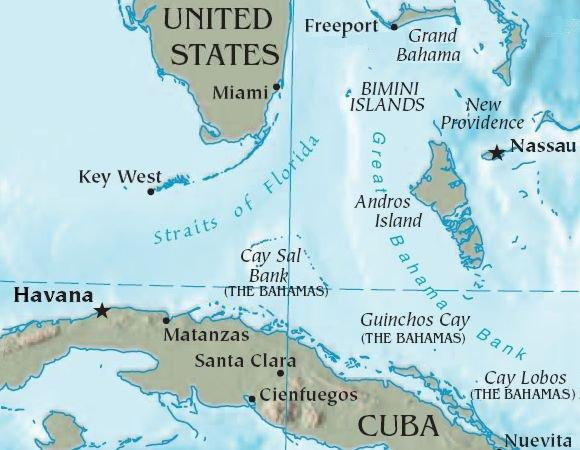
Le champ d'action d'Ernest Hemingway pendant 20 ans : le Gulf Stream et la Mer des Antilles, entre Key West, Bimini et Cuba. Les îles formant les Jardines del Rey, théâtre du dernier chapitre de Islands in the Stream, sont situées à l'est (au-dessus du A de CUBA)

Le chapitre Cuba (initialement nommé The Sea When Absent par Hemingway) est sous le signe du deuil, de l'amertume, de l'alcool, de la mythomanie, du machisme et du vent persistant du Nord-Est.
Tom Hudson, qui sur sa vedette à moteur recherchait les sous-marins allemands autour de Cuba, rentre d'une croisière de 2 semaines. Il a appris juste avant de partir que son fils aîné a été tué par les Allemands alors qu'il était aux commandes de son Spitfire.
Tom vient de rejoindre le port de La Havane, vent debout. Il aurait pu s'arrêter à Bahia Honda, plus à l'ouest, et prendre ensuite une voiture, mais il a voulu rentrer avec sa vedette, bien que le gros temps la fasse souffrir, tout comme l'équipage d'ailleurs.
Il est arrivé dans sa grande maison froide et vide; les domestiques étaient absents, il n'y avait rien à manger; il a mis un matelas par terre dans le salon, sur la grande natte tressée, et s'est couché. Son chat Boise (le favori parmi les deux douzaines de chats de la maison) est venu se lover contre lui. Au matin, il a vu l'aube éclairer progressivement les troncs gris des palmiers, et il s'est remis à boire, bien qu'il se soit fixé la règle de ne commencer à boire qu'après midi. L'alcool pris à jeun réveille des souvenirs : en Mer Rouge il a séduit une princesse, alors qu’ils étaient sur le bateau qui les ramenait d'Afrique en France après un safari… En rasant sa barbe de deux semaines, il boit ; il se passe de l’alcool de canne à 90° sur le visage et pense : « Je ne mange pas de sucre, je ne fume pas, mais bon Dieu qu'est-ce que j'aime ce qu'ils distillent ici ».
Les domestiques sont arrivés, il a déjeuné de bananes avec du whisky (malgré les conseils de son valet). Puis il a dit au revoir à son chat : « Ne t’en fais pas. Je reviens ce soir, ou demain matin. Avec la culasse décalaminée, j’espère. À fond, j’espère. … Allons-y, on va se faire nettoyer le fusil. »
Il est monté dans sa Cadillac, et a dit à son chauffeur de le descendre en ville. Comme le vent du Nord était froid, il a dit au chauffeur (un garçon qui entretient très mal les voitures, mais qui sait les mener dans la circulation cubaine) d'aller prendre un pull-over dans la penderie de son fils Tom, et de le garder.
Après la descente sur la route défoncée, sa voiture traverse les quartiers des bidonvilles, dans le soleil et les tourbillons de poussière levés par le grand vent du Nord-Est. Puis il pénètre dans les beaux quartiers, moins opulents depuis le début de la guerre.
Son chauffeur le dépose, et il entre à contrecœur à l'ambassade américaine. Il rencontre le marine de garde et un attaché militaire, échange avec eux quelques phrases peu amènes[réf. souhaitée], et apprend que l'ambassadeur est en tournée, mais qu'il lui a laissé pour consigne de ne pas s'éloigner et de rester disponible.
Hudson sort de l’ambassade des États-Unis et entre enfin au bar La Floridita. Malgré le froid, il commande un daiquiri glacé, le premier d'une longue série qu'il attaque si résolument que le barman, pensant que le capitaine va aujourd'hui battre son record, lui apportera en fin de matinée des tapas de porc et poisson grillé, afin qu'il se soutienne.
Accoudé au bar, à sa place favorite (le coin gauche, contre le mur), Hudson remâche des souvenirs, en particulier érotiques : à Hong Kong un ami chef de triade lui a envoyé trois belles jeunes chinoises dans sa chambre d'hôtel ; au matin, il est descendu prendre un solide petit-déjeuner, et elles ont alors disparu. Un homme politique local vient consommer; quand il est imbibé, Hudson fait avec lui assaut de promesses pré-électorales originales : pour la dissémination de la syphilis et de la tuberculose, pour la destruction de la famille, contre l'adduction d'eau potable, etc.
Une prostituée d'âge mûr connue pour son grand cœur et son honnêteté, une vieille amie de Hudson nommée Liliana, vient lui tenir compagnie et commande un highbalito. Ils parlent, et au bout d'un moment Liliana demande à Tom des nouvelles de son fils aîné. Elle devine rapidement qu'il est mort. Liliana éclate en sanglots, puis part se rafraîchir aux lavabos.

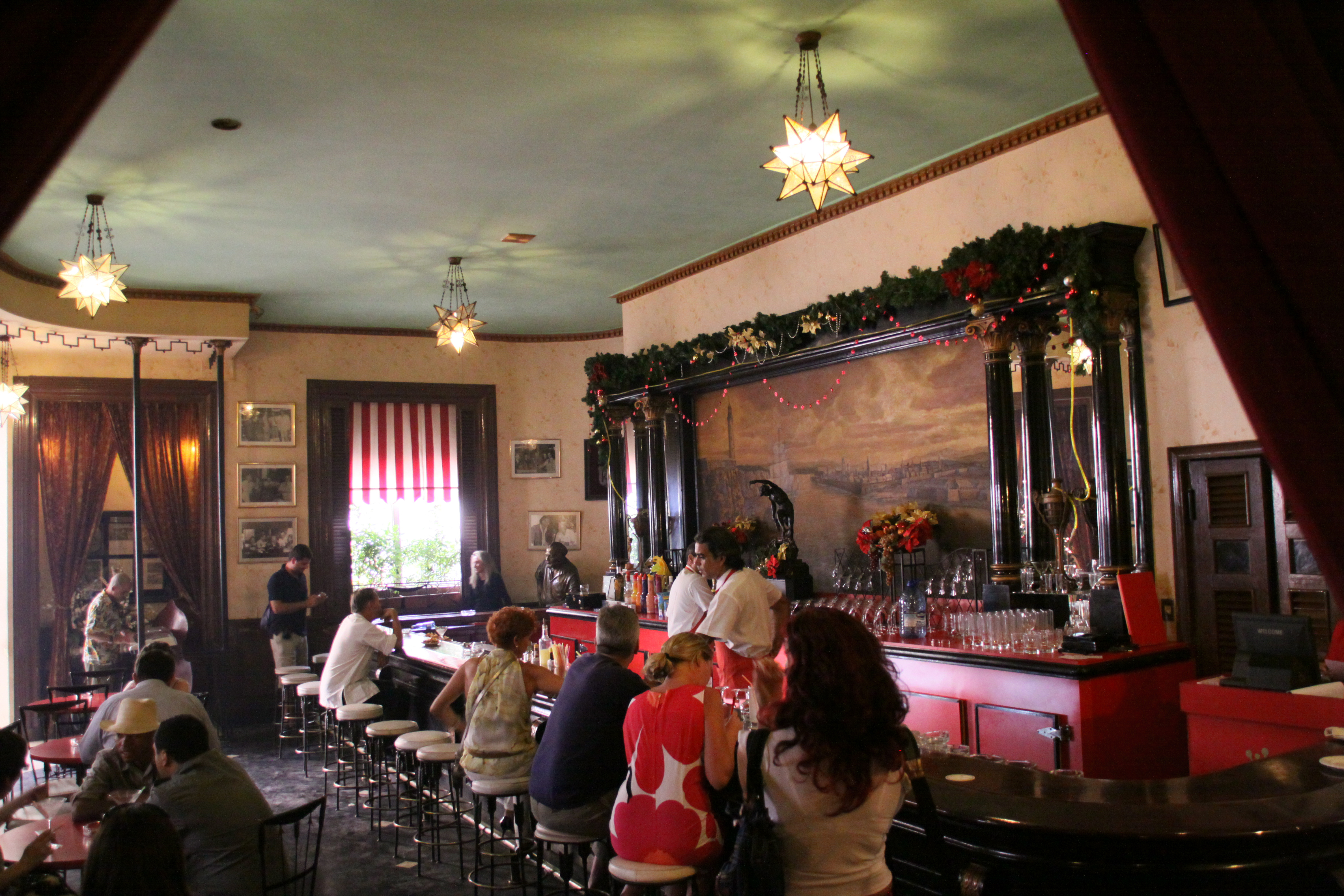
A La Havane, au coin des rues Obispo et Monserrate, en face du Museo de Bellas Artes, le bar-restaurant El Floridita.

La nouvelle fait à bas bruit le tour du bar, et deux marins de l'équipage de Tom, Willie et Henry, se rapprochent de Tom. Il les renvoie à leurs occupations : trouver des filles disponibles.
Alors que Tom va finir par partir avec Liliana (tous les habitués du bar n'ont-ils pas fini, au long des années, par partir un jour avec elle ?), une voiture s'arrête au bord du trottoir, deux femmes en descendent et entrent au Floridita. L'une d'elles est l'ex-femme de Tom, la mère de son fils aîné ; elle est actrice, est venue à Cuba avec le United Service Organizations, et ignore que leur fils a été tué.
Tom et son ex-femme (il ne lui annonce pas la mort de leur fils) se retrouvent avec bonheur. Ils rentrent à la maison sur les hauteurs, passent la nuit ensemble, et recréent leur intimité d'autrefois. Ils envisagent même de s'isoler du monde extérieur pour quelques jours : elle peut faire croire qu'elle est tombée malade, et lui pense que ce vent, tant qu'il persiste, va empêcher la chasse aux sous-marins de reprendre.
Le lendemain, après un dialogue matinal d'amoureux, elle demande à Tom s'il a des nouvelles de leur fils : il ne lui a pas écrit depuis 3 semaines. Tom se tait, et son ex-femme devine que leur fils est mort.
Submergé par la douleur, le couple se déchire. C'est alors que Tom est appelé par l'ambassade : il doit repartir immédiatement en mission. Il laisse son ex-femme avec le chat Boise. Elle ne peut pas manger les œufs qu'il a fait préparer pour elle, et le champagne n'a plus de goût ; elle donne les œufs au chat.
Hudson monte en voiture et repart pour La Havane, en se demandant de quelle urgence il s'agit : le vent souffle en tempête, ce qui en principe incite les sous-marins à rester en immersion, et rend donc la patrouille navale inutile… De toutes façons ses hommes ne seront pas difficiles à rassembler, et sa vedette, qui devait être carénée, peut faire une croisière de plus dans le mauvais temps avant d'entrer au chantier…

### 3echapitre:At sea(«En mer»)
.

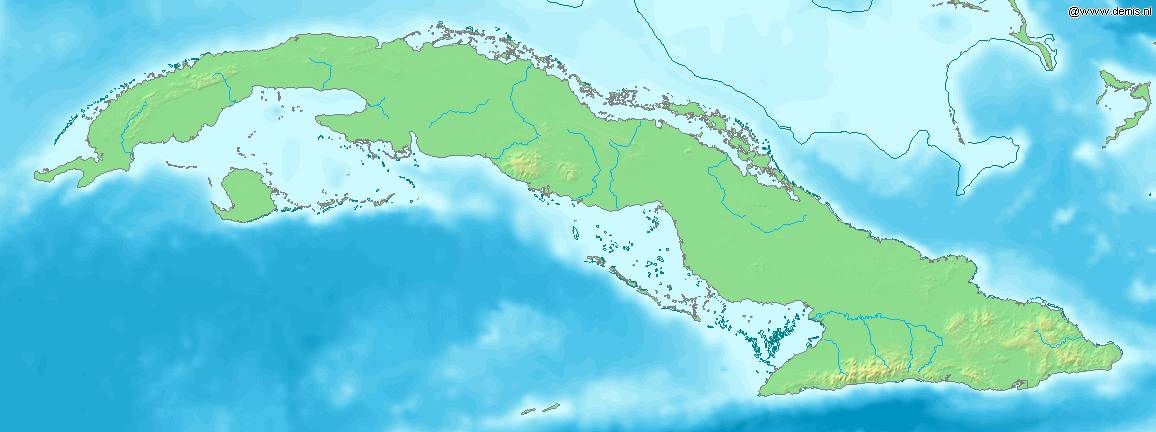
Les îles de la barrière corallienne au nord-est de Cuba ont été appelées au XVIe siècle Jardines del Rey par ladelantado Diego Velázquez de Cuéllar. Hemingway, qui les connaissait bien (une belle plage de Cayo Guillermo a été appelée Playa Pilar en souvenir de son bateau) y a situé la poursuite des survivants d'un U-boote allemand par l'équipage de Tom Hudson

Fin 1942-début 1943, La Havane. Tom Hudson, qui était revenu de patrouille 24 heures auparavant, a été rappelé à l'arsenal : un sous-marin allemand a été repéré et bombardé par un avion américain, près de Cayo Guinchos, et les survivants de son équipage doivent être retrouvés et capturés.

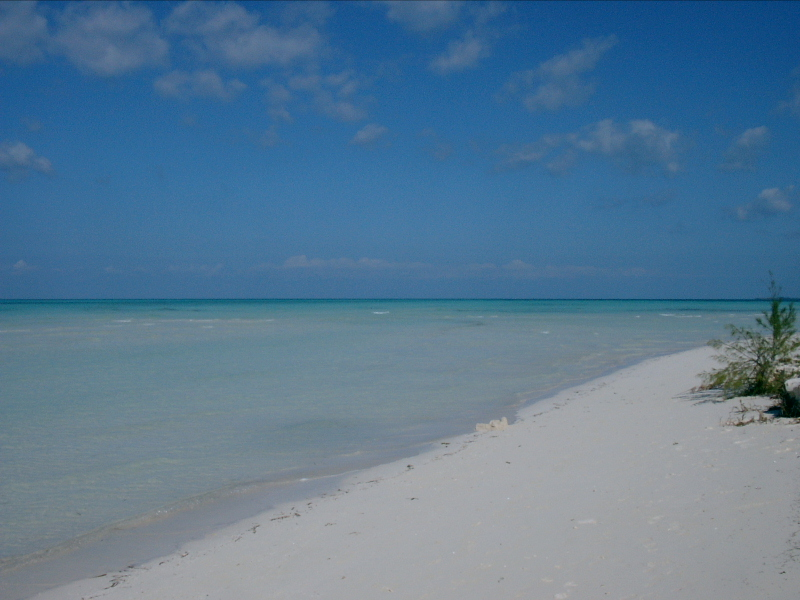
le chapitre At Sea commence ainsi : C’était une longue plage blanche avec de cocotiers derrière…Il n’y avait personne sur la plage, et le sable était si blanc qu’il éblouissait.

La vedette de Tom Hudson arrive dans le dédale des îles Jardins du Roi (un récif barrière corallien longeant la côte nord de Cuba, et son équipage commence à rechercher les marins allemands qui ont abandonné leur sous-marin et, aidés par le grand vent persistant du nord-est, cherchent à rejoindre la Grande Île où les sympathisants espagnols et allemands sont nombreux.
Hudson, qui a barré pendant 12 heures sans arrêt, vent debout depuis La Havane, jette l’ancre près d’un cayo, et cherche les huttes des pêcheurs de tortues venus de Bahamas qui s’y trouvent habituellement en cette saison. Hudson et deux hommes vont à terre. Les huttes des pêcheurs ont été brûlées, et une dizaine de corps dévorés par les crabe de terre pourrissent sur le sable. Hudson envoie ses deux hommes faire le tour de l’île (en leur rappelant qu’ils doivent apparaitre comme des « scientifiques américains » : pas d'armes apparentes) et examine les cadavres, qui datent d’au moins une semaine. Il trouve dans les chairs des balles de 9 mm allemandes; pas de douilles alentour : elles ont été ramassées. Hudson tue d’une balle de son revolver 357 Magnum un gros crabe de terre qui ne voulait pas quitter la scène de crime, et va s’étendre sur la plage. Ses hommes le rejoignent : ils ont trouvé le cadavre d’un Allemand, jeune, blond, tué de deux balles de pistolet allemand.
Le reste des survivants est parti dans les voiliers des pêcheurs de tortue, en emportant cochons et poules. « Ce sont des Allemands, donc des gens débrouillards, et ils peuvent aussi capturer des tortues en cette saison » ; vu le grand vent de nord-est, ils font route vers le sud ou l’ouest, et ils ont une semaine d’avance. Et Hudson, lui, n’a plus de moyens de communication : son radio, Peters, un bon à rien, a détérioré la grosse radio toute neuve et il n’arrive pas à la réparer…
En fin d’après-midi, pendant que l’équipage recueille de l’eau potable et prépare le bateau au départ, Hudson s’endort sur la plage (Henry, le colosse filial, est venu poser une couverture sur lui) et il a un rêve érotique : son ex-femme, la mère de son fils aîné, est couchée sur lui, et il la pénètre. En fait, dans son sommeil, c'est son revolver qu'il manipule; il se réveille, « et sent l’étui à revolver entre ses jambes, et réalise quelle est la réalité, et que tous les vides qu’il porte en lui sont deux fois plus creux, et que depuis ce rêve il porte un vide de plus. »
La nuit suivante, Hudson est à la barre par grand vent arrière du nord-est, sur une grosse mer croisée, et c’est « comme galoper à cheval en descendant une pente, pensa-t-il. C’est le plus souvent dans le sens de la descente, et parfois comme si l’on allait en travers de la pente. Cette mer est faite de multiples collines, et entre elles c’est irrégulier comme dans les badlands ».

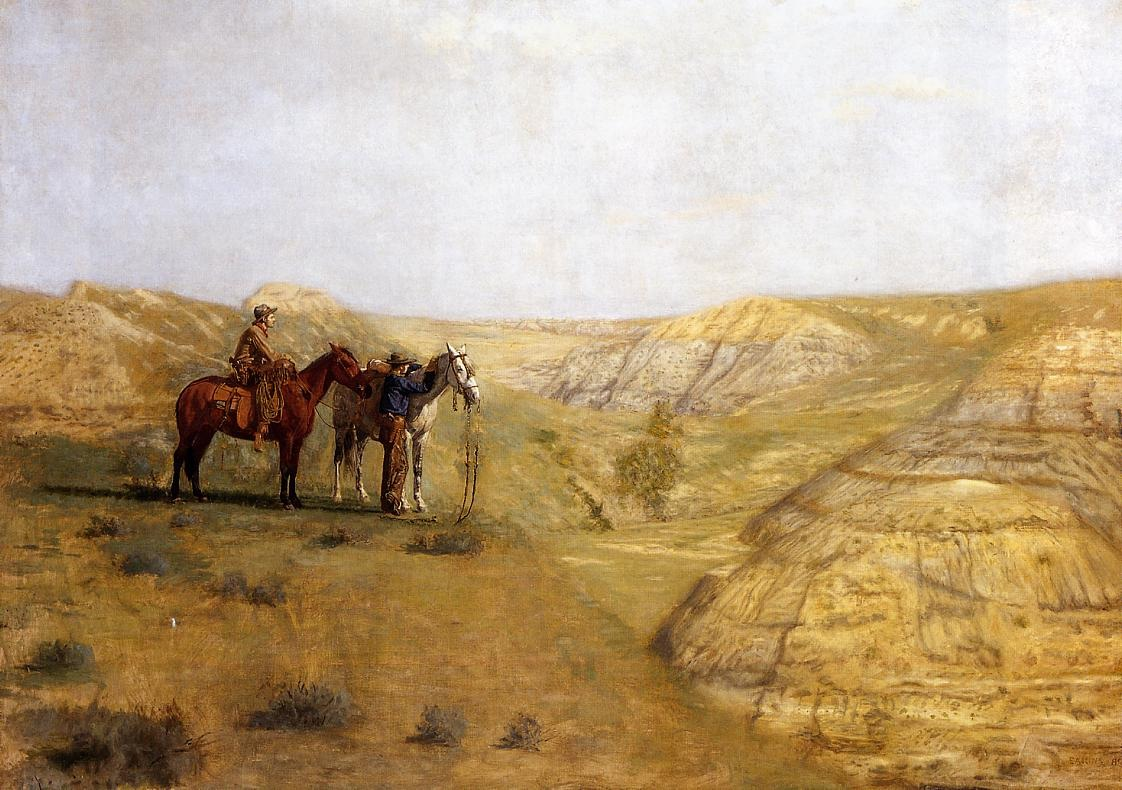
A la barre, Tom Hudson compare la navigation vent arrière dans une grosse mer croisée à une galopade dans les pentes des Badlands.

En barrant, Hudson cherche à « penser comme un marin allemand intelligent, avec les problèmes qu’a ce capitaine de sous-marin » : les fugitifs doivent chercher à se rapprocher de La Havane (et, c'est heureux pour eux, ils peuvent ainsi naviguer vent arrière) et plutôt de nuit, pour éviter d’être repérés – ils doivent aussi passer plutôt par les endroits profonds, car ils n’ont pas la pratique des hauts-fonds - et ils doivent éviter les ports, mais pourtant il leur faut de l’eau, et des provisions quand ils auront mangé les animaux qu’ils ont emportés. En tout cas voilà l'aube ; l'îlot Confites et son mât radio apparaissent.

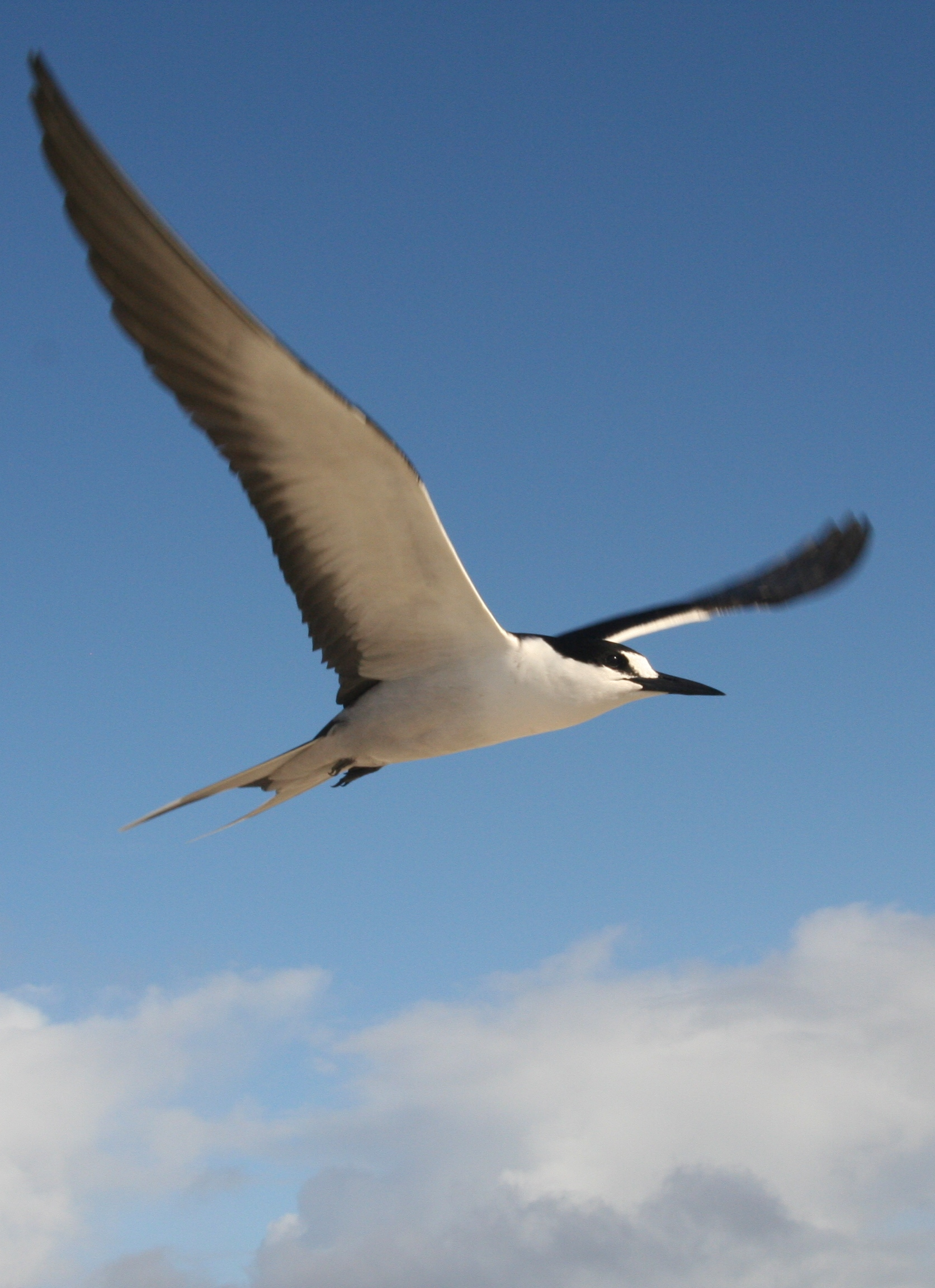
. Sur l'île Confites, les sternes fuligineuses (sooty terns en anglais) ont été dérangées et sont en vol maintenant, se laissant emporter dans le vent, ou le coupant brusquement, et plongeant vers l'herbe et les rochers. Toutes criaient, tristement, désespérément. (At Sea, début du paragraphe 5). Photo de Duncan Wright

Le lieutenant cubain responsable de Confites est sur l’appontement, à côté des réservoirs de carburant et des caisses de conserves qu’un approvisionneur a laissés pour Hudson. Il accueille aimablement l'« expédition scientifique américaine ». Il a su par la radio que deux semaines auparavant un sous-marin allemand a été touché près de Cayo Guinchos. Ses soldats sont dans le fortin, en alerte depuis que, trois jours auparavant, deux bateaux de pêcheurs de tortues, apparemment des Bahaméens, sont passés, vent arrière, à toute vitesse; il a vu dans ses jumelles que sur chaque bateau le barreur était un homme blanc, blond et brûlé de soleil, et qu’il y avait sur le pont un abri fait de palmes de cocotier. Les deux voiliers ont ralenti, hésité, puis ont mis le cap sur Cayo Cruz. Par ailleurs, il a appris par la radio qu’un autre sous-marin allemand patrouille le secteur, et recherche vraisemblablement les naufragés : il a tiré sur un dirigeable d’observation, à Cayo Sal, au nord-est, il y a deux jours. Quant au porc destiné à approvisionner en viande fraîche l’équipage d’Hudson, ajoute le lieutenant, il a été pris de folie, a voulu se sauver à la nage et s’est noyé.
Deux heures plus tard, Hudson et ses hommes sont à nouveau en mer, dans le grand vent du nord-est qui malmène leur bateau et aide les fugitifs. Ara, un Basque de l’équipage, est de garde sur le pont supérieur, avec Hudson qui barre; il conseille à Hudson de prendre un peu de repos, mais Tom continue à barrer.

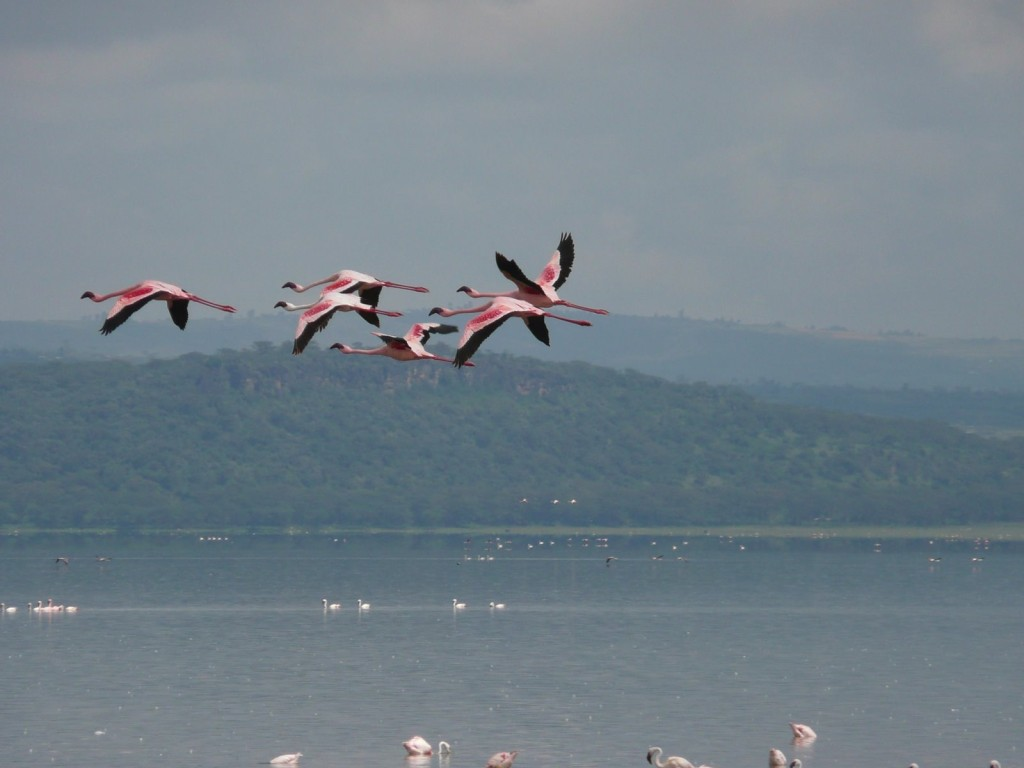
Un vol de flamants roses : Thomas Hudson les regarda et s'émerveilla de leurs becs noirs et blancs recourbés vers le bas et de leur couleur rose dans le ciel… (At Sea, milieu du paragraphe 15). Mais le vol, en déviant brusquement de sa trajectoire, avertit Hudson que, derrière la pointe, se trouve le voilier des Allemands qu'il poursuit

Au matin suivant ils jettent l’ancre dans le chenal entre Cayo Cruz et l’îlot Mégano. Antonio, le second et cuisinier du bord, prépare un double tomini (rhum, glace, eau de coco) au capitaine, et lui conseille de se relaxer et de dormir un peu. Henry lui apporte un matelas et des coussins, et lui réitère les mêmes conseils : qu’il dorme pendant que quatre hommes, qui se sont divisés en deux patrouilles, vont visiter les îlots ; et, bonne nouvelle, Peters semble avoir réparé la grosse radio. Hudson boit une gorgée du tomini, jette le reste du verre par-dessus bord, et s’endort.
Ara réveille Hudson : il était parti en patrouille avec Willie (il s’entendent bien, et parlent entre eux en mauvais espagnol : Willie l’a appris aux Philippines), et ils ont trouvé sur l’île un Allemand blessé. L’homme, blond, émacié, que ses camarades avaient laissé sous un abri avec de l’eau et des provisions, est mourant et empeste : la gangrène a envahi sa cuisse jusqu’à l’aine. Hudson fait interroger le prisonnier par Peters, et doit rappeler le marine à l’ordre : il témoigne trop de sympathie à l’Allemand. Le prisonnier ne veut d’ailleurs pas répondre, si ce n’est pour refuser l’injection de morphine que Hudson finit par lui proposer. Hudson laisse Peters avec l’Allemand et une bouteille d’alcool, pour adoucir l’agonie du prisonnier.
Peu après le sergent, pris de boisson, vient annoncer au capitaine, avec formalisme et salut réglementaire, que l’Allemand est mort. Hudson fait photographier le cadavre sous plusieurs angles, afin de pouvoir fournir à l’O.N.I. des preuves plus consistantes que quelques balles de 9 mm. Mais, « à l’ONI, quand ils vont évaluer tout ça, ils vont penser qu’on n’a en fait pas trouvé ça d’un boche, pensa-t-il. Il n’y a aucune preuve. Quelqu’un va affirmer que c’est un macchabée qu’ils avaient balancé à la mer, et qu’on a récupéré. J’aurais dû le photographier tant qu’il était vivant. Qu’ils aillent se faire foutre »)., et il ordonne d'enfouir le corps en haut de la plage, avec une inscription sur une planche : « Marin allemand inconnu » et la date. La nuit est calme.
Une heure avant le lever du jour, Hudson, qui a pu dormir, se lève et note que le baromètre est descendu et que, au sud, des nuages surmontent les montagnes de Cuba. Il consulte Antonio, son second, et ils sont d’accord : le vent, qui soufflait du nord-est depuis cinquante-deux jours, va s’arrêter, ou se mettre à souffler du sud. Donc les Allemands vont sans doute devoir arrêter de fuir vers l’ouest, parallèlement à Cuba, et rejoindre la Grande Île. Le matin est splendide, il n’y a qu’un peu de houle résiduelle, Hudson va pouvoir barrer vers l’îlot Antón avec le soleil levant dans le dos. Il approche de la ligne des récifs couverts de cocotiers, les récifs « ressemblent d’abord à des haies noires dressées sur l’eau, puis acquièrent forme et couleur verte, et finalement des plages blanches ». Il trouve la passe grâce aux repères qu’il connaît bien. La vedette arbore 2 grands panneaux annonçant qu’ils font partie d’une expédition scientifique, et les cannes à pêche sont sorties. Hudson demande qu’on mette à l’eau une mouche artificielle, car l’endroit est bon, on peut attraper du poisson pour le repas de midi…Alors que Hudson va faire jeter l’ancre, un grand sàbalo (tarpon) se fait prendre, et saute, luisant dans le soleil bas. Mais c’est un poisson sans valeur culinaire, il n’intéresse personne, sauf Henry, qui demande s’il peut s’amuser à le ramener.
Quand la vedette est parfaitement ancrée, Hudson prend avec lui Willie (le « petit dur » caractériel à l’œil de verre), Ara, et les niños (les Thompson) cachés dans les ponchos (il va pleuvoir vers 14 heures, a prédit Antonio), et ils partent dans le canot à moteur explorer Antón. Willie, qui est comme souvent de mauvaise humeur, demande s’il peut tuer les Allemands, et Hudson lui rappelle qu’il doit en garder au moins un en vie, pour qu’on puisse l’interroger. Ils se partagent les secteurs de plage à patrouiller et se séparent. Hudson trouve agréable de marcher sur le sable, seul et hors de vue de la vedette; quelque chose lui dit que les Allemands ne se sont pas arrêtés sur Antón. Les nuages d’orage commencent à s’amasser. Il observe en marchant (il est peintre) un grand héron posé sur une langue de sable, un banc de mulets pourchassés par un barracuda. La marche lui fait du bien, il pense qu’il dormira correctement, cette nuit, sur sa passerelle. Il retrouve Ara et Willie. Willie a découvert le campement abandonné par les Allemands : ils ont débarqué sur l’île la veille au soir, et un des deux voiliers a touché lorsqu’ils ont franchi le récif; ils ont bivouaqué, et mangé les provisions de poisson séché d’un pêcheur local qui se trouvait là ; d’après leurs latrines, ils sont huit (dont trois ont la diarrhée), et ils ont un blessé, dont ils ont changé le pansement. Ils sont repartis ce matin, en abandonnant un voilier, celui dont la coque était trop détériorée, et en emmenant le pêcheur, qui leur servira de guide.
Les trois hommes rejoignent la vedette. L’orage crève, tout le monde se lave au savon sur la plage arrière, sous le déluge de pluie.

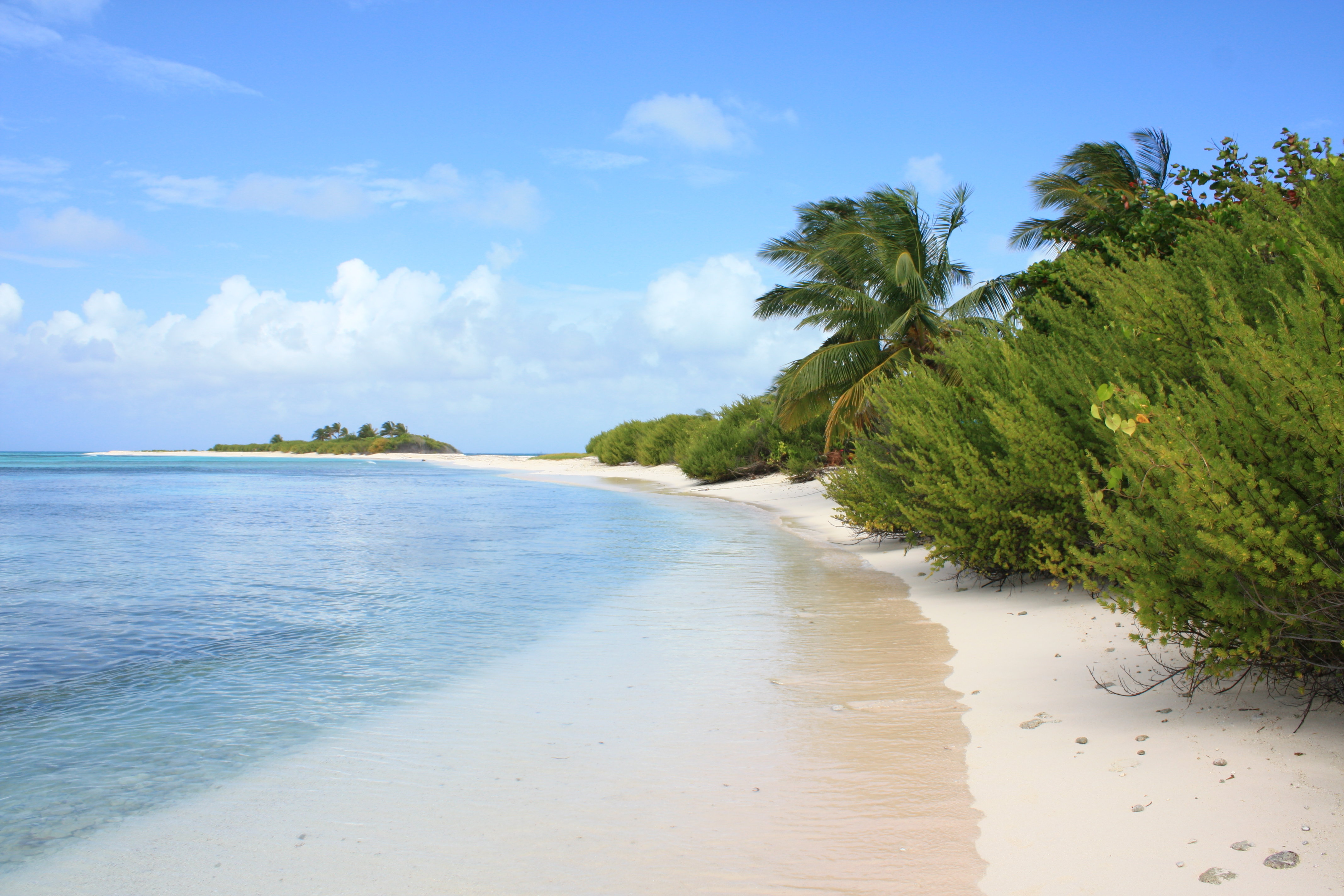
La plage au vent d'un Cayo

La pluie – la première depuis plus de cinquante jours – et la douche ont apaisé les esprits. Après le repas du soir en commun et les corvées d’entretien, les hommes jouent au poker et Tom va s’étendre seul sur sa passerelle, avec une pompe à "Flytox", car les mouches des sables sont réapparues avec la fin du grand vent. Il finit par s’endormir, mais les mouches de sable le réveillent 2 heures avant le jour.
La vedette quitte Antón une heure avant le jour, et se dirige vers Cayo Romano, une île que Hudson connaît bien : il est souvent venu pêcher ici au cours des années passées. Il y a un phare sur Cayo Romano, et Hudson veut demander au gardiens s’ils ont vu le voilier des Allemands : il n’y a presque plus de vent, et ils n’ont pu aller bien loin. Les lignes sont à l’eau, pour faire croire à la « mission scientifique » du bateau ; un barracuda et un grand wahoo se font prendre. Les hommes de vigie aperçoivent une tortue qui nage, et évoquent le sous-marin qu’ils ont vu lors d’une mission précédente. Willie, qui « a le black ass » (s’est levé du mauvais pied) se moque de Henry, qui a eu peur en voyant le sous-marin, et s’est même écrié : « mais c’est un porte-avion ! ». Hudson, qui sait que Willie et Henry se sont fâchés lors de leur dernière bordée à La Havane, envoie Willie dans le carré, pour qu’il le nettoie et lui rapporte un sandwich. Quand Willie remonte, il est plus calme, mais sent l’alcool. Hudson le met aux arrêts sur la proue. Ara lui signale au bout d’un moment que Willie est vraiment malade : alcool et soleil ont additionné leurs effets. Hudson fait rentrer Willie et le raisonne. Willie assure qu’il va arrêter l’alcool ; d’ailleurs, dit-il, il n’est pas un rummy comme Peters, le radio. Les deux hommes que Hudson a envoyés au phare reviennent : les gardiens n’ont rien vu.
La vedette va ensuite explorer Cayo Coco. Les grains d’après-midi déchaînent leur déluge alors que Hudson rentre à bord. Dans le carré, les hommes trempés se sèchent et boivent un coup de rhum. Peters boit avec eux, bien qu’il ne soit pas sorti : il doit rester éveillé la nuit pour explorer les ondes. Pris de boisson, il assure que Willie boit la nuit, et défie le capitaine. Hudson le rappelle alors sévèrement à l'ordre. Willie, lui, va mieux : il s’est chargé de la plus longue patrouille sur Coco; il rentre après les autres, trempé et bredouille mais satisfait, et il dit à Hudson : « tu sais, ces fils de pute (d’Allemands) peuvent faire voile dans ces grains, s’ils prennent des ris et s’ils ont assez de couilles… … Moi je crois qu’ils s’arrêtent le jour, pendant le calme, et qu’ils filent en fin d’après-midi dans les grains…. »
Hudson et Willie pensent que les Allemands ont pu aller ainsi jusqu’à Cayo Guillermo.

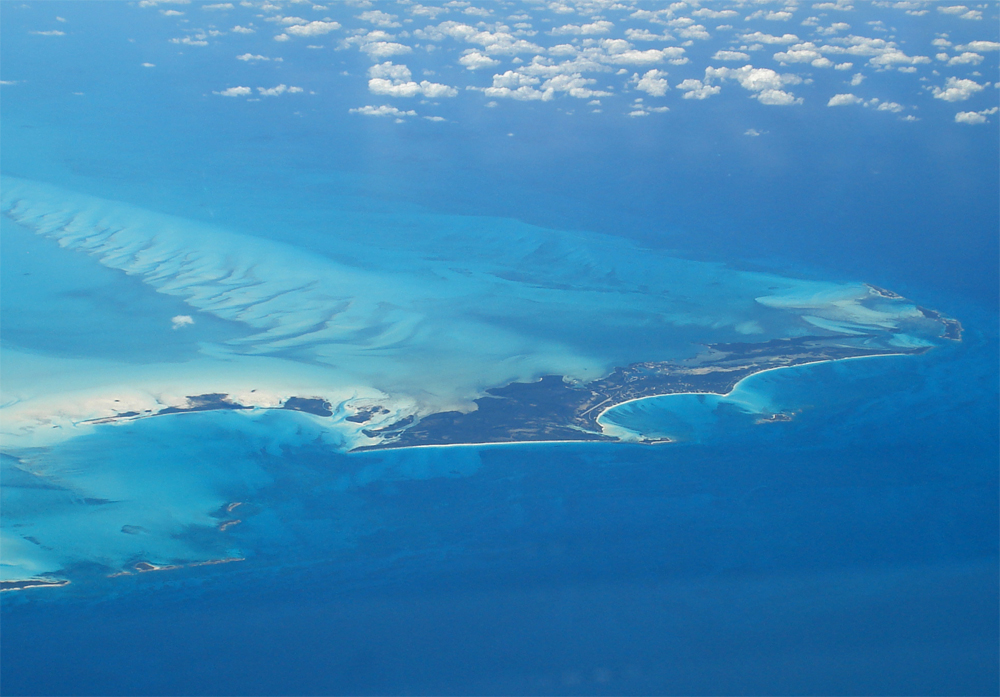
Vue aérienne d'un cayo, montrant les récifs, chenaux, hauts fonds, courants de marée, etc. qui rendent la navigation difficile autour de ces îles tropicales

La vedette approche Cayo Guillermo alors que la marée commence à descendre et qu’une brise d’est souffle. Des pêcheurs sortent d’une cabane sur la plage : ils ont vu un voilier de pêcheurs de tortues passer dans le chenal, poussé par la brise, quand la marée était haute, soit environ deux heures auparavant. Hudson guide la vedette avec précautions (en se repérant sur des piquets qui délimitent le passage) dans le chenal où l’eau commence à baisser, découvrant les racines noires des palétuviers qui longent les berges. Ses hélices soulèvent des nuages de vase, ses hommes sont à la vigie et guettent les écueils. Le vedette finit par toucher le fond, heureusement de vase et sable, et s’échoue.
Hudson et ses marins pensent que, vu la marée descendante, le voilier des Allemands a dû s’arrêter dans la baie derrière la pointe. D’ailleurs, ils voient un grand vol de flamant rose changer brusquement de direction alors qu’il survole la baie. Hudson donne ses consignes à ceux qui vont rester à bord, fait mettre à l’eau le canot à moteur, prend trois Thompson et des grenades, et emmène Willie et Peters bien qu’ils se haïssent : Willie a l’expérience des coups de main, et Peters parle allemand. Il est plus que probable qu’il va falloir combattre : les ennemis qui se seraient peut-être rendus à une vedette armée de mitrailleuses calibre.50 ne vont pas se laisser impressionner par 3 hommes dans un petit canot ; mais quelqu’un qui parle leur langue peut faciliter leur reddition…
Le canot double la pointe. Le voilier est là, près du rivage, échoué dans l’eau peu profonde; le pont est couvert de branches vertes, des lianes sont accrochées dans le mât. Les 3 américains approchent, accostent et se hissent à bord. Rien ne bouge. Peters somme par 2 fois les Allemands de se rendre. Personne ne répond. Peters balance une grenade dans la descente. Hudson voit alors un canon dépasser de derrière le mât, il tire et abat l’Allemand, mais l’autre a eu le temps de tirer une courte rafale, Peters est tué. Hudson et Willie balancent chacun une grenade dans la coque. Le bateau, coque crevée, penche sur le côté. L’Allemand était seul sur le voilier, il était blessé à la cuisse et à l’épaule. Six ou sept autres Allemands sont donc sur l’île.

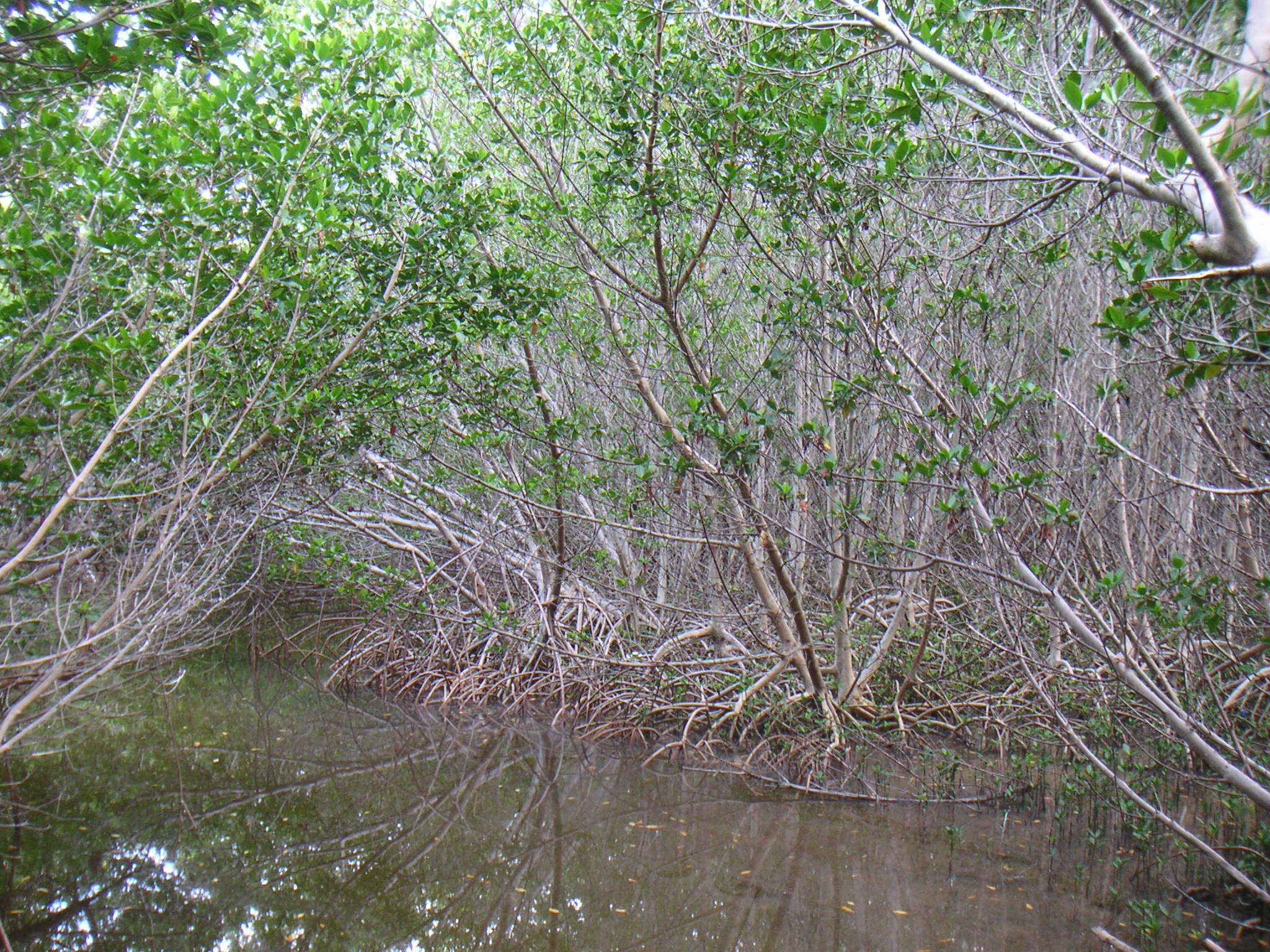
La mangrove « poussait épaisse et verte dans l'eau, ses racines comme des bâtons emmêlés » (At Sea, milieu du paragraphe 10)

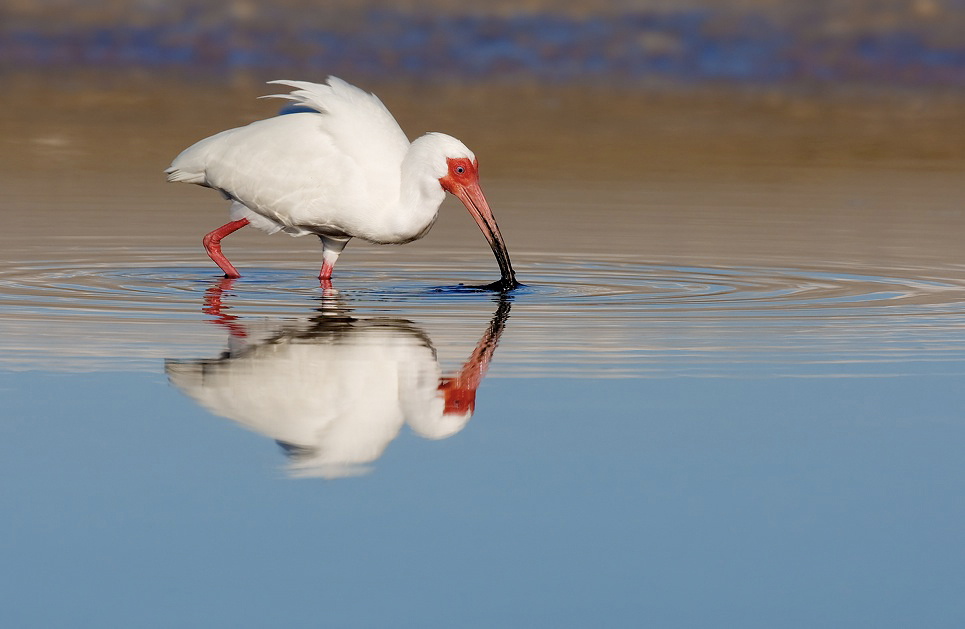
Les ibis blancs ont donné leur nom à Cayo Coco, île de la côte nord de Cuba.

Willie se porte volontaire pour explorer l’intérieur de l’île. Hudson et Henry restent cachés à plat ventre sur le pont du voilier, au soleil, et suivent la progression de Willie dans la mangrove : les ibis blancs s’envolent à son passage. Willie revient au voilier en fin d’après-midi, couvert d’égratignures et de piqûres de moustiques : il n’a pas trouvé les Allemands, ils ont dû repartir avec l’annexe du voilier…
Willie et Ara piègent le voilier abandonné avec des explosifs (au cas où les Allemands y reviendraient) et tous rejoignent la vedette. La nuit est calme, alors que la plupart à bord pense que les Allemands attaqueront la vedette immobilisée dans la vase.
Au matin, la marée est haute, et la vedette appareille pour rejoindre la haute mer. Précédée par le canot qui sonde, elle suit un étroit chenal balisé dans la mangrove quand tout d’un coup Hudson se rend compte qu'aucun oiseau ne s'envole, et il a un pressentiment : les Allemands ont planté des piquets pour l’attirer dans une embuscade, précisément à cet endroit très resserré, entouré de végétation épaisse. À ce moment une rafale de PM part de la brousse, il est atteint (comme par 3 coups de batte de baseball) saigne abondamment, mais parvient à rester à la barre. Les deux grosses mitrailleuses de la vedette se mettent à pilonner la végétation, ses hommes tirent à volonté avec leurs Thompson, l’un d’eux (un joueur de baseball dans le civil) lance des bombes et des grenades dans la mangrove. Au bout d’un moment, le feu s'arrête, et Willie débarque et lance une contre-attaque. Un Allemand se lève et cherche à se rendre, il est abattu.
Le calme revient. Hudson est couché sur le plancher de sa passerelle, entouré de ses hommes; l'un d'eux lui posé un garrot aussi haut que possible près de l'aine et a saupoudré les trous d'entrée des balles avec des sulfamides, puis a posé un pansement. Mais ils doivent attendre pour partir qu'Ara et Willie soient allés ôter les pièges qu'ils ont posé sur le voilier.

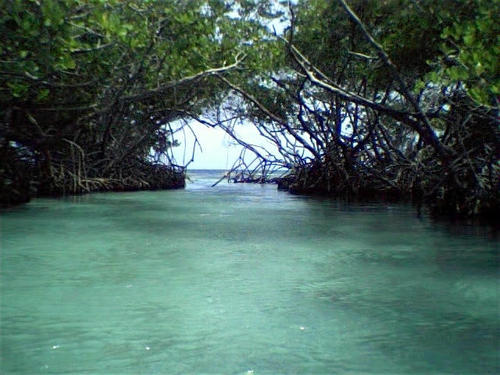
Un chenal dans la mangrove permet d'accéder à la haute mer

Et quand la vedette repart vers le port de Caibarién, tous savent que Hudson ne pourra pas être opéré assez rapidement; il pensait au moment où il pourrait se remettre à la peinture, mais il se sent glisser, et, alors que la vibration familière des moteurs de son bateau lui parvient dans le dos, « il regarda en l'air, le ciel qu'il avait tant aimé, et il regarda au large le grand lagon qu'il était sûr, maintenant, de ne jamais peindre, et il changea un peu de position pour atténuer la douleur. »

## Les personnages

### Le héros
Tom Hudson est un peintre dont la réputation est maintenant solidement établie, qui « a connu le succès à peu près dans tous les domaines (sauf dans ses vies de couple) et ceci bien qu’il n’ait jamais vraiment accordé d’importance au succès ». Il s’est réfugié dans le travail sur une des îles Bimini, loin du monde et de ses deux ex-femmes, dont une est particulièrement exaspérante : elle organise la vie des enfants (dont elle a la garde) sans tenir compte des désirs de son ex-mari. « Mais il ne se souciait plus guère de tout cela. Il avait depuis longtemps arrêté de se faire du souci, et il avait grâce au travail exorcisé autant qu’il l’avait pu tout sentiment de culpabilité, et maintenant sa seule préoccupation était que les garçons allaient arriver, et qu’ils puissent passer un bon été. Ensuite il se remettrait au travail. ».
Au physique, Hudson est « corpulent, et il le paraissait davantage nu que quand il était habillé. Il était très bronzé, et le soleil avait décoloré ses cheveux et y avait dessiné des mêches. Son poids était correct, et sa balance indiquait 192 livres ».
Dans la 1re partie (Bimini), un double de Hudson apparait, puis quitte la scène à la fin du chapitre. C'est Roger Davis, un vieil ami de Tom, un écrivain, qui lui aussi a fait partie de la lost generation. Ils se ressemblent comme deux frères : Mr Bobby, le patron du bar Ponce de León demande à Roger Davis : « Êtes-vous apparentés en quelque façon, toi et Tom ? – Pourquoi ? – Je pensais que vous l'étiez. Vous n'êtes pas très différents… Vous paraissez être comme des demi-frères, et les garçons ressemblent à chacun de vous. – Nous ne sommes pas parents, dit Thomas Hudson, mais nous avons vécu longtemps dans la même ville, et nous avons fait pratiquement les mêmes bêtises ».
Tous deux grands pêcheurs, voyageurs, boxeurs, insomniaques et alcooliques chroniques, Tom et Roger comptent leurs verres et s'imposent une gestion la plus rigoureuse possible de leur consommation d'alcool : boire « modérément » les stimule, boire trop les empêche de travailler.
Alors que Tom peint avec facilité (il exécute même des tableaux à la demande pour certains des habitants de l'île qu'il trouve sympathiques…), Roger Davis, rongé par un profond souci, n'arrive pas à écrire. Roger révèlera à son vieil ami Tom le secret qui l'inhibe : son jeune frère de 12 ans s’est noyé alors qu’ils faisaient du canoë en hiver.
Pendant ces vacances, Tom délègue une partie de sa paternité à Roger : alors que Tom boit un daiquiri sur son bateau, Roger fait de la pêche sous-marine avec les enfants, et c'est lui qui est dans l'eau avec eux quand le requin-marteau attaque; quand le cadet « travaille » un espadon géant beaucoup trop grand pour lui, c'est Roger qui reste à ses côtés, le conseille et le soutient, alors que le père de l'adolescent est là-haut sur la passerelle, à la barre. Roger part avec une jeune femme, peu avant que les enfants ne quittent l'île, et Tom Hudson reste seul.
Dans le 2e chapitre (Cuba), le héros cherche l'anéantissement dans l'alcool; mais c'est en toute lucidité et en pleine action qu'il atteindra la fin de At Sea.

### Les femmes
Les femmes sont presque absentes du livre. Elles sont décrites comme une individualité plutôt hostile (la mère des deux plus jeunes enfants de Hudson), qui n'arrivera pas à perturber la vie d'un anachorète réfugié sur son île - ou comme de vagues souvenirs émergeant lors d'une beuverie (une princesse séduite sur un paquebot, un bouquet de jeunes asiatiques offertes par leur propriétaire) - ou un phantasme apparaissant dans un rêve érotique, lors de la sieste d'un marin sur une plage – ou une femme autrefois aimée, qui réapparait soudain, et que le héros quittera rapidement (la mère du fils aîné de Tom Hudson, à la fin de Cuba), ou qui emmènera le double du héros (la jeune Audrey, et le romancier Roger Davis, à la fin de Bimini).
La seule femme qui ait une épaisseur humaine est « l'honnête Liliana », une prostituée cubaine d'âge mûr, habituée du bar La Floridita ; elle dit à Hudson qu'il n'aurait jamais dû quitter sa femme.

### Les serviteurs
À Bimini, Joseph est un Noir stylé, prévenant jusqu’à préparer le gin tonic matinal avant que le patron ne le demande – à Cuba ils sont absents lorsque le patron revient après 2 semaines de mer, et le chauffeur est rétif, entretient mal les voitures, a été renvoyé 2 fois déjà (et repris après intercession de son père) mais il conduit bien dans la circulation chaotique de Cuba.
Constante Vert, le propriétaire-barman du bar El Floridita, apparait aussi dans le chapitre "Cuba".

### L'équipage
- Dans Bimini, Eddie, le matelot-cuisinier-maître de pêche du bord, est un ivrogne au grand cœur, un bagarreur qui le matin applique du mercurochrome sur les plaies qu’il a récoltées pendant la nuit dans les bars, surtout quand il lui a fallu soutenir que le jeune David, le deuxième fils de Tom Hudson, a bel et bien ramené un espadon géant près du bateau, mais que l’hameçon a lâché au dernier moment.

Hemingway lui a sans doute ajouté quelques traits d’un ancien bootlegger des Bahamas : Eddie sort sa Thompson de son coffre et d’une main qui ne tremble pas tue d’une rafale le requin-marteau géant qui attaquait les enfants de Hudson. Lors du repas à bord qui suit, Tom pose sur son matelot-cuisinier un regard attendri : dans la descente, il voit « la tête d’Eddy…avec son vieux chapeau de feutre repoussé en arrière, montrant la peau blanche au-dessus de la figure bronzée, et un cigare planté au coin de la bouche ». Encore une preuve du courage et du dévouement d'Eddie : il saute à l'eau pour essayer (mais en vain) de harponner l'espadon géant qui vient de se décrocher.
- dans At Sea, l'équipage de la vedette est composé de cinq hispaniques (quatre Basques, Ara, Gil, Eugenio, et Juan – et un gallicien : Antonio[45]) et de trois marines américains. Cet équipage multiculturel (une famille de substitution pour Tom Hudson) connait des frictions, et il ne trouvera sa cohésion qu'après la mort du « mouton noir » : Peters, le radio. La barrière linguistique et culturelle est une des causes de dissension : si Juan a accepté d'être surnommé George (les Américains ne peuvent prononcer son nom), les Basques parlent leur langue entre eux, et Hudson parle en espagnol avec eux, et boit à la régalade à leur gourde de cuir. Et le marine Willie ne manque pas de s'en formaliser : à la fin de la patrouille sur l'île Antón, il fait son rapport à Hudson en baragouinant comme un guide indien des guerres indiennes, et explique qu'après tout « par ici tout le monde a sa langue à lui, basque ou n'importe quoi. Tu as une objection à ce que j'utilise ma langue ? ».

Antonio, le cuisinier-second, nourrit l'équipage, boit peu, connaît toute la côte dans ses moindres détails, navigue en parfait accord avec son patron et le bateau, et sait aussi manier la Thompson. Les Basques sont athlétiques et disciplinés ; bon joueurs de pelote basque ils sont aptes au lancer des grenades.
Parmi les trois marines américains, le plus jeune, Henry, un géant plein de bonne volonté, a une attitude filiale vis-à-vis de Hudson : il pose une couverture sur son capitaine qui s'est endormi sur la plage au moment où Hudson, en plein rève érotique, s'agite et parle dans son sommeil ; Henry le couvre, en le plaignant (poor son of a bitch dit-il en s'éloignant : At Sea, fin du chapitre 3). L'attitude de Henry rejoint celle d'un parangon biblique du respect filial : le fils de Noé qui a couvert l'indécence de son père (Hemingway, né dans une famille bourgeoise américaine à la fin du XIXe siècle, ne pouvait ignorer l'histoire de Noé).
Les deux autres marines, dépeints à petites touches au long du chapitre, sont les « enfants à problèmes » de Hudson : tous deux d'âge mûr, (donc peu malléables), tous deux rétifs, tous deux alcooliques (Hudson se rend compte qu'ils ont bu une rasade à leur haleine et à leurs yeux injectés), de plus ils se haïssent.
Willie est un ancien des Philippines, un spécialiste de la guerre de jungle, une « gueule cassée » à la face couturée, avec un œil de verre, qui aurait dû être réformé de l’armée (en particulier pour instabilité psychique), mais qui a été affecté à bord pour cette mission atypique de recherche de sous-marins à bord d’un bateau civil. Willie, qui s'accorde un quick-one de temps en temps, extériorise son agressivité en piques verbales acerbes qui n’épargnent même pas le chef de bord : quand ils ramènent à bord un prisonnier allemand mourant, il accuse Hudson, qui interroge l'ennemi avec ménagement, d'être « le chef épuisé d'une bande de pro-Boches ». Comme il a bu, et attrapé « un coup de soleil sur sa mauvaise tête », Hudson prend soin de lui, puis lui demande ce qui ne va pas. Willie exprime alors avec véhémence son désarroi face à un capitaine trop dur avec lui-même et trop bon avec l’ennemi, et à un bateau atypique : « Et toi, qui te flagelles à mort, en haut sur ta passerelle, parce que ton fils est mort. Tu ne sais pas que c’est comme ça pour tout le monde ? Tous les fils meurent ! - Oui, je sais. Et à part ça, qu'est-ce qui ne va pas ? - Hé bien, y a cet enculé de Peters, et cet enculé de boche, qui pue sur la plage arrière !… Et ce putain de bateau, où le second est aussi le cuisinier !… ». Hudson raisonne Willie, qui se calme. Quand la traque arrive à son terme et que la bataille débute enfin, Willie montre ses qualités de guerrier (d'autant plus que son rival Peters est mort) ; à la fin de l'engagement il se fera le porte-parole de l'équipage pour déclarer en quelques phrases brutales l'amour des hommes à leur capitaine mourant.
Peters, le radio, est sergent des marines américains. Gras, visage congestionné et couvert de taches de rousseur, il oscille entre le respect apparent de la discipline formelle et une attitude passive-agressive mâtinée de paresse et d’alcoolisme. Prototype du red neck issu du Sud profond (lors de l’assaut sur le voilier ennemi, il parle des mules de sa grand-mère et de la Confédération), il se réfugie derrière le protocole radio FCC (Frankly Cannot Communicate) et concentre, dans la promiscuité du bord, la haine de plusieurs membres de l’équipage. Les autres (y compris le chef de bord) pensent qu’il a détérioré la grosse radio toute neuve pour avoir moins de travail, et l'accusent de boire en solitaire pendant ses vacations radio nocturnes. Après avoir exploré Cayo Coco, Hudson reproche à Peters de ne pas faire son travail comme les autres, d’être « le seul fils de pute (de radio) qu’il ait connu qui soit capable de mieux dormir avec ses écouteurs que sans eux » et il rappelle sévèrement à l'ordre le sergent des marines.
Lorsqu’un prisonnier Allemand mourant est ramené à bord, la sollicitude dont Peters fait preuve envers le blessé, et sa bonne pratique de la langue allemande attisent encore la haine. Peters sera (paradoxalement) tué par un Allemand, lors de l’assaut contre le voilier ennemi, après que Hudson l’ait brièvement admiré pour sa bonne diction lorsqu’il crie les sommations en allemand et son beau geste lors du lancer de la grenade. Sa mort, si elle ne consterne pas l’équipage, soulèvera des problèmes pratiques : comment conserver son corps en milieu tropical ? que répondre lors de l’enquête : un assassinat sera certainement évoqué par l'O.N.I..
Cependant des moments d’entente virile surviennent : l’équipage est uni lors des corvées de nettoyage des armes ou du plumage de poulets et de dindes, lors de la douche en commun sur le pont, sous les cataractes déversées par un orage tropical, lors du poker après le repas du soir, et surtout lors du combat final. Une amitié est même née entre le basque Ara et Willie : ils aiment patrouiller ensemble, se parlent en mauvais espagnol (Willie a vécu aux Philippines), et vont ensemble piéger le voilier sur lequel les Allemands peuvent revenir : ils garnissent minutieusement d’explosifs les accès du bateau, le cadavre de l’Allemand, et même une bouteille de rhum dans laquelle Ara a uriné après qu’ils l’aient vidée. Hudson s’occupe discrètement du confort de sa famille de substitution : il prévoit avec Antonio les menus de l’équipage, en fonction des préférences connues – et la nuit il vaporise le carré au Flytox pour que les insectes nocturnes laissent dormir ses marins.

### L'insomnie
Amie fidèle du héros hémingwayen, elle accompagne Hudson au début des années 1940.
Sur Bimini, la pleine lune empêche Tom Hudson de dormir ; il évoque alors les femmes que Roger Davis (son alter ego) et lui ont connu : « Lui et Roger s’étaient tous deux mal conduit envers les femmes, et d’une manière stupide. Comme il ne voulait pas penser à ses propres stupidités, il pensa à celles que Roger avait commises. »
Dans At Sea, à ses responsabilités de chef de bord en guerre, s'ajoute le deuil : Hudson a perdu ses deux plus jeunes fils juste avant la guerre, et il vient d'apprendre que son fils aîné a été tué. Son insomnie est si importante que les hommes s'en alarment, lui conseillent de dormir, s'offrent à barrer à sa place, et Willie note que l'insomnie se complique de constipation en examinant le campement des ennemis, il compte les excréments et se demande si « le capitaine (allemand) ne pouvait pas déféquer à cause de ses importantes responsabilités, tout comme notre chef lui-même, qui de temps en temps n'y arrive pas ».
Après l'escale sur l'île Antón, Hudson se couche sur sa passerelle, il essaie de discipliner ses pensées, de ne penser ni à Tom, son fils décédé, ni à la mère de Tom, et de s’endormir. Il rêve, se réveille, pense : « Tu as tiré le lot « sommeil agité », mais tu aurais pu tirer le lot « pas de sommeil du tout ». Ce que tu as, tu l’as voulu, alors sois content. Tu as sommeil, alors dors. Mais attends-toi à te réveiller en sueur. Et puis après ? Après, on s’en fout. Mais est-ce que tu te rappelles comment tu dormais toute la nuit avec ta femme, toujours heureux, et sans jamais te réveiller, sauf si elle voulait faire l’amour ? Continues à y penser, Thomas Hudson, et tu vas voir le bien que ça va te faire. »

### La mort
- le suicide. Il est évoqué dans Bimini (fin du paragraphe 10) lors d'une conversation au bar Ponce de León, le lendemain de l'épisode de l'espadon qui s'est décroché : Roger, déprimé, pense qu'il ne peut rien écrire de « simple, et bon, et bien » et que le suicide est une solution « logique ». Mr Bobby, le barman, leur pose des whiskey sours sur le bar et leur raconte l'histoire du suicidaire qui a passé plusieurs jours à boire au bar en cherchant un partenaire pour sauter avec lui du haut d'un gratte-ciel de New York, « directement dans l'oubli ». Un soir, complètement ivre, l'homme est sorti du bar, a sauté du ponton dans le chenal, et a été entrainé par la marée descendante. On a retrouvé son cadavre sur une plage deux jours plus tard ; tout le monde au bar a pensé qu'il était fou, et il a été rapidement oublié. Roger, dégoûté de l'idée du suicide, conclut alors : « Fuck oblivion. »
- L'échec et la mort du héros sont étroitement liés dans une unhappy ending[54] inéluctable : non seulement le seul Allemand qui se rendait et qui aurait pu être fait prisonnier est tué, mais Hudson va suivre ses ennemis dans la mort. Et il suffira qu'un cyclone tropical vienne balayer les preuves matérielles[55] (cadavres, tombes creusées dans le sable des plages, épave d'un vieux voilier) pour que tout l'épisode ne paraisse en haut lieu pas plus crédible qu'une histoire de marin racontée dans un bar du port.
- la mort des trois fils du héros.

## La peinture et la nature

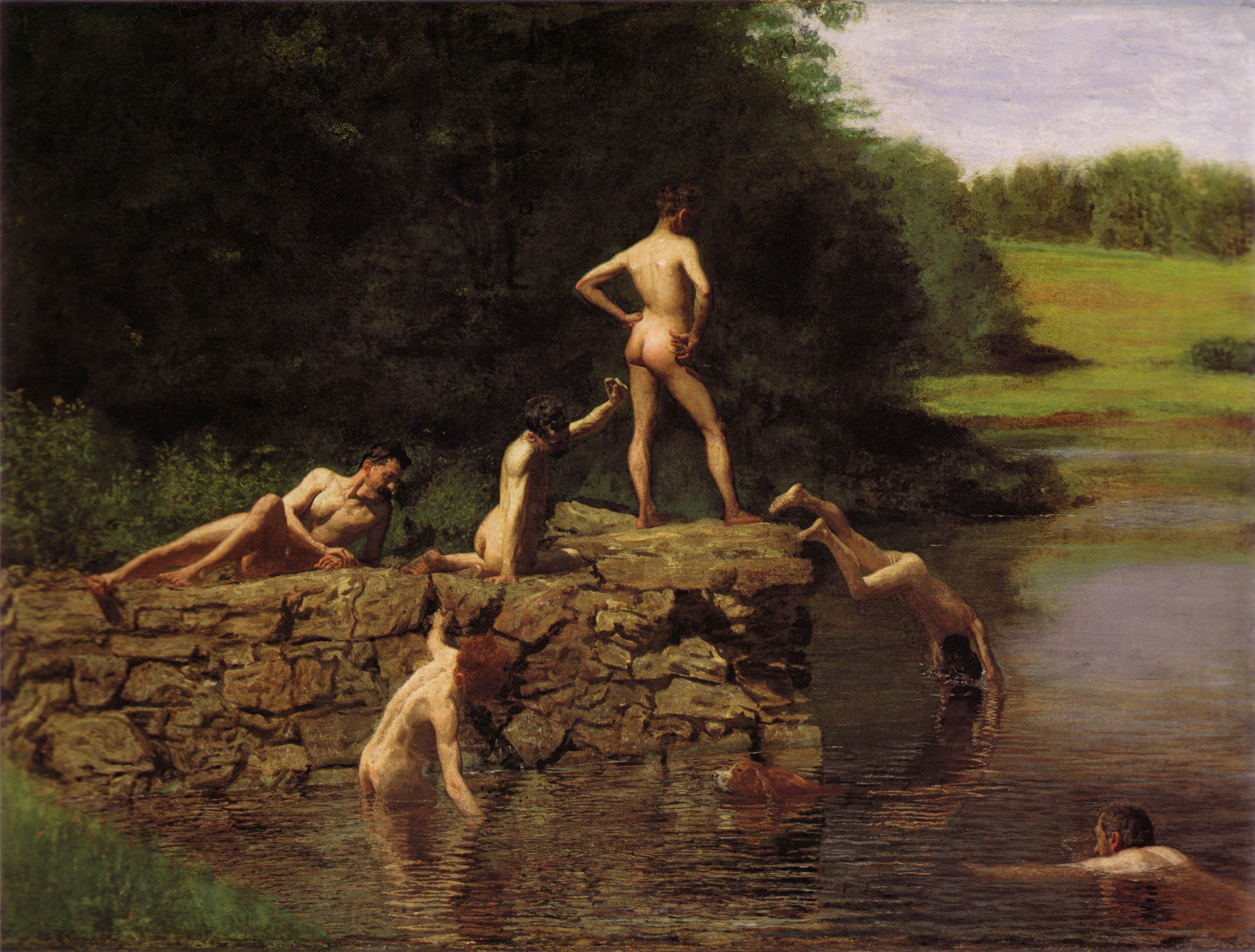
The Swimming Hole (1885), le type de tableau de Thomas Eakins qu'évoque Thomas Hudson quand il voit son équipage se savonner sous une averse tropicale.

La peinture et le regard du peintre sur la nature occupent une place importante dans les deux principaux chapitres, Bimini et At Sea, alors que le chapitre Cuba contient très peu de références picturales, à part les troncs gris des palmiers agités par le vent, à l'aube.
Dans Bimini, le principal des deux héros jumeaux est un peintre fécond qui a su trouver un mode de vie apaisant, alors que celui qui occupe une position secondaire est un écrivain tourmenté, agressif, dépressif et peu productif. Dans At Sea, le peintre est devenu capitaine d'un patrouilleur, et s'il n'a plus le temps de peindre, il note et emmagasine les images ; mortellement blessé, il espère pouvoir peindre à nouveau, et son dernier regard est pour la mer et pour le ciel, qu'il a tant aimé.
Les belles et sobres descriptions de la nature sont nombreuses dans Bimini et At Sea : l'espadon géant qui saute, ou qui stationne un moment, « comme un immense oiseau pourpre » sous le bateau avant de plonger (Bimini, fin du paragraphe 9) – les plages désertes et éblouissantes des cayos (premières lignes du chapitre At Sea) - la grosse mer croisée, puis la mer d'huile au matin, quand le vent est tombé, et que Hudson peut barrer avec le soleil levant dans le dos – les abords dangereux des îles Jardins du Roi, avec ses cocotiers qui montent progressivement au-dessus de l'horizon, ses bancs de sable, ses courants d'eau verte ou laiteuse et ses chenaux bordés de rochers déchiquetés ou de berges marneuses, la mangrove – le banc de mulets pourchassé par un barracuda – les flamants roses, les hérons, les ibis blancs et les spatules à la démarche mécanique...
Quand le vent du nord-est est tombé, un régime de grains tropicaux s'installe; la description de l'averse, du ciel tourmenté et des hommes de l'équipage se lavant nus sur le pont de la vedette est plus détaillée : « Ils étaient tous bruns, en fait, mais ils paraissaient blancs sous cette étrange lumière. Thomas Hudson pensa au tableau des baigneurs de Cézanne, puis qu’il aimerait voir cette scène peinte par Eakins. En fait, pensa-t-il, il devrait la peindre lui-même : le bateau devant les rouleaux blancs qui ressortent du rideau gris de l’averse, et en arrière-fond le grain noir qui arrive. Et aussi le soleil qui se montre dans un coin, qui teinte d’argent la pluie qui se déverse, et qui illumine les baigneurs à l’arrière du bateau ».

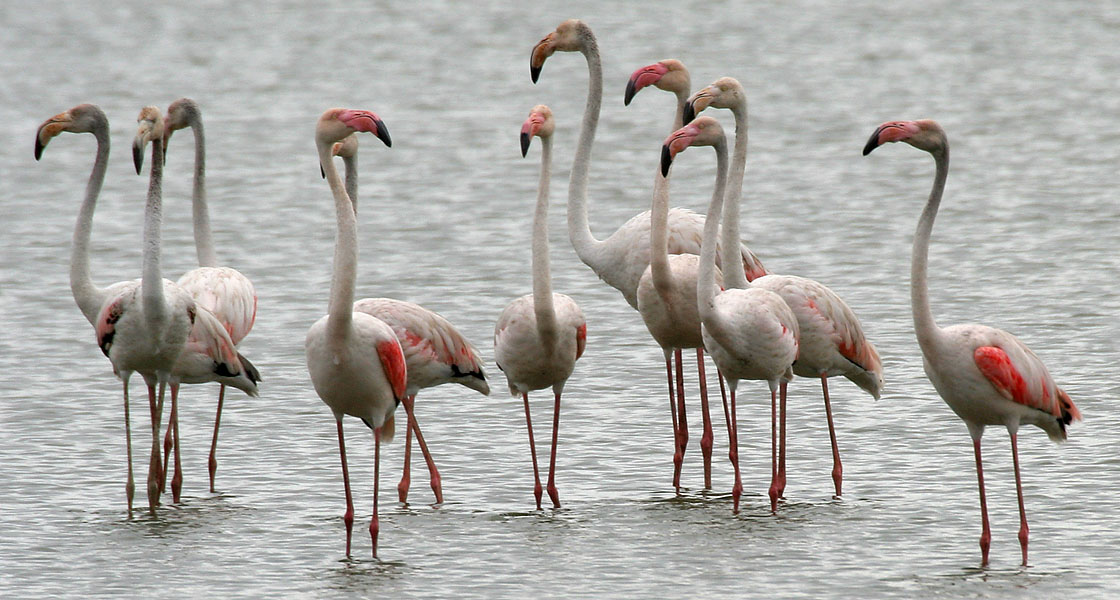
Tom Hudson « debout sur sa passerelle examina les flamants roses. Ce n'est pas seulement leur couleur, pensa-t-il. Ce n'est pas seulement le noir sur ce rose tendre. C'est leur taille, et qu'ils sont très laids en détail, et cependant d'une beauté perverse. Ce sont certainement de très vieux oiseaux des temps très anciens » (At Sea, milieu du paragraphe 15).
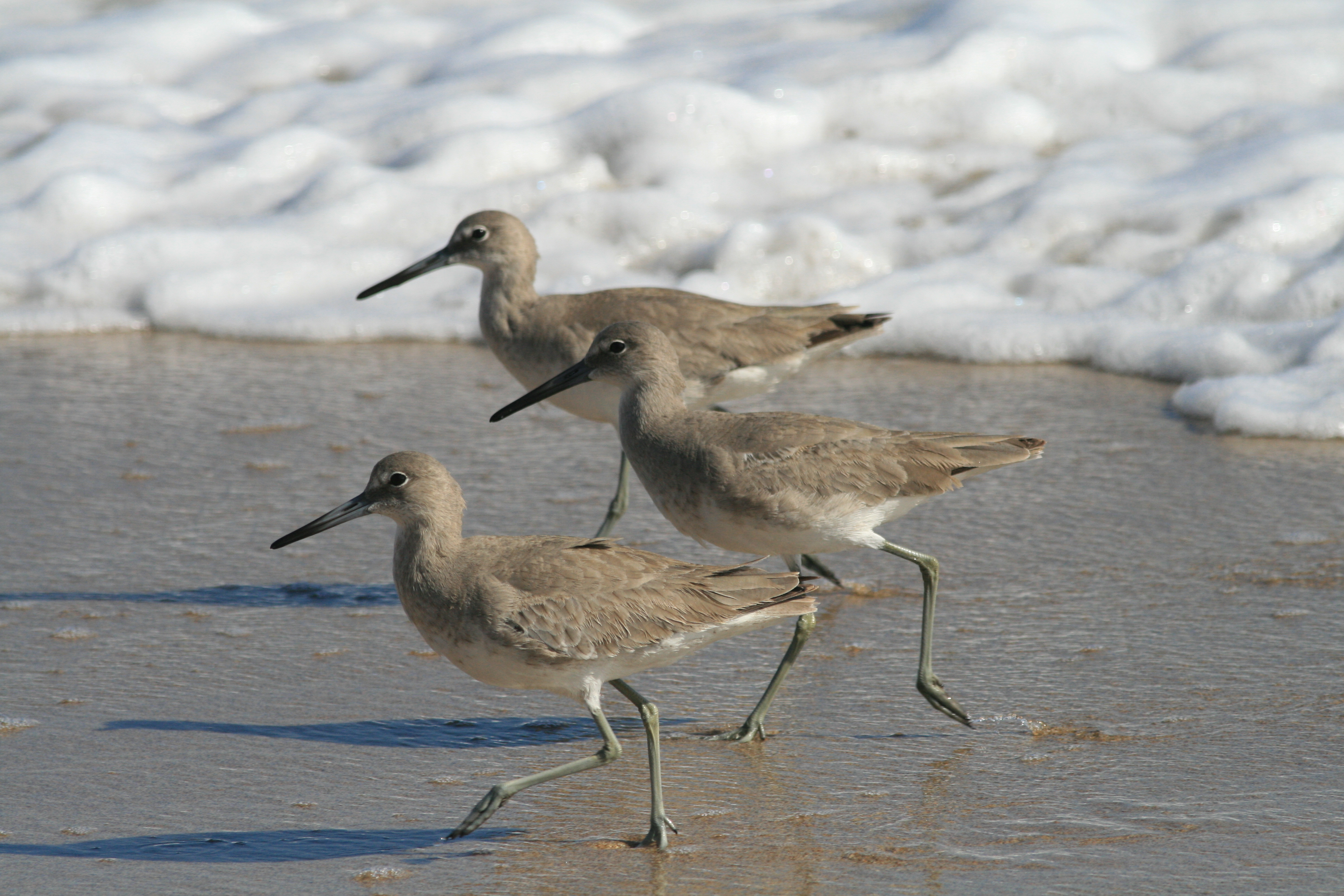
« La plage était grise dans la lumière de l'après-midi et il y avait un troupeau de chevaliers semipalmés (« willet » en anglais) qui y cherchait sa nourriture » (At Sea, début du paragraphe 19).
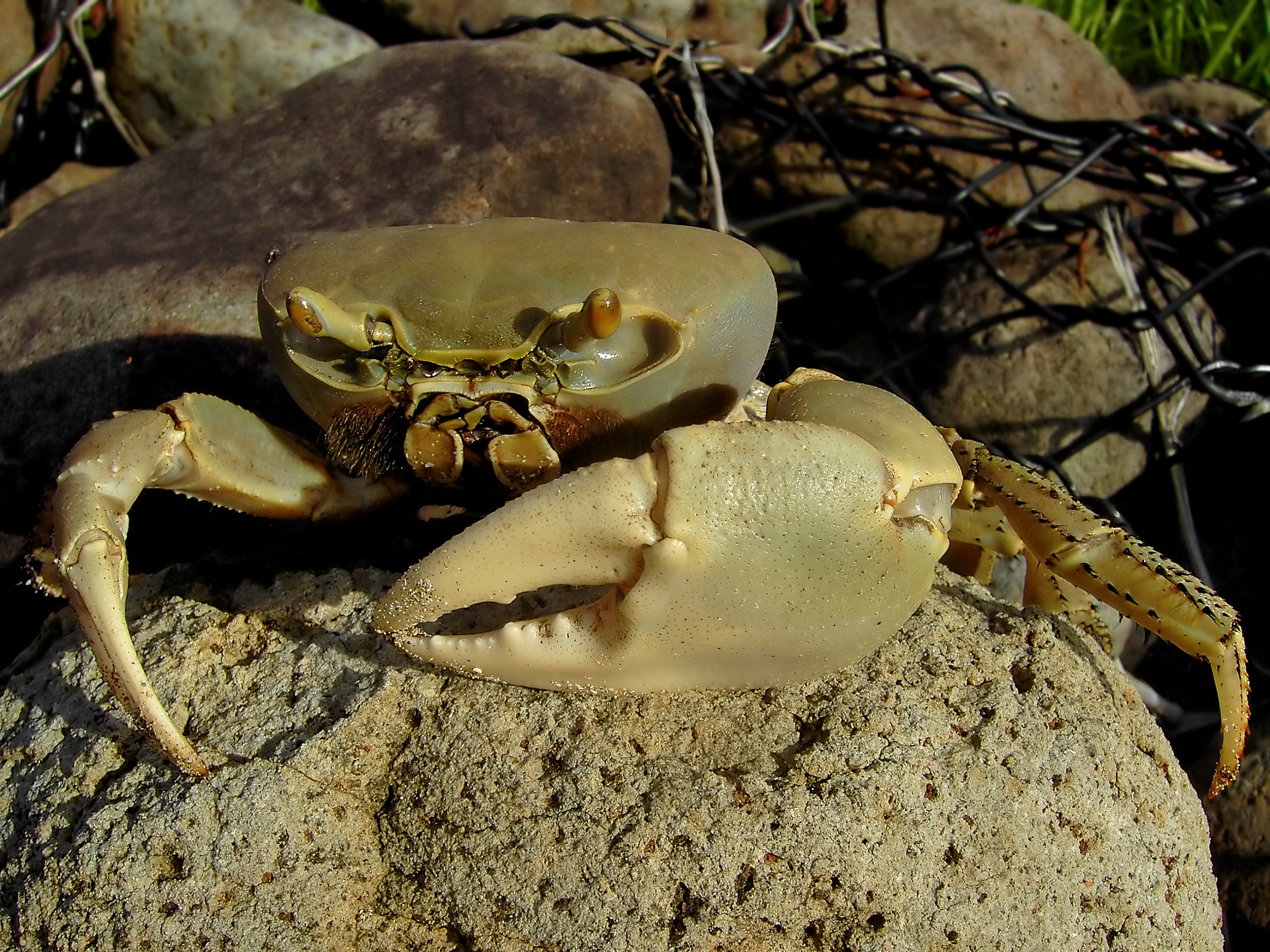
Après avoir trouvé les balles allemandes qui ont tué les pêcheurs de tortues, Tom Hudson a tiré un coup de son revolver 357 Magnum sur un gros crabe de terre qui se nourrissait des cadavres et l'a pulvérisé.
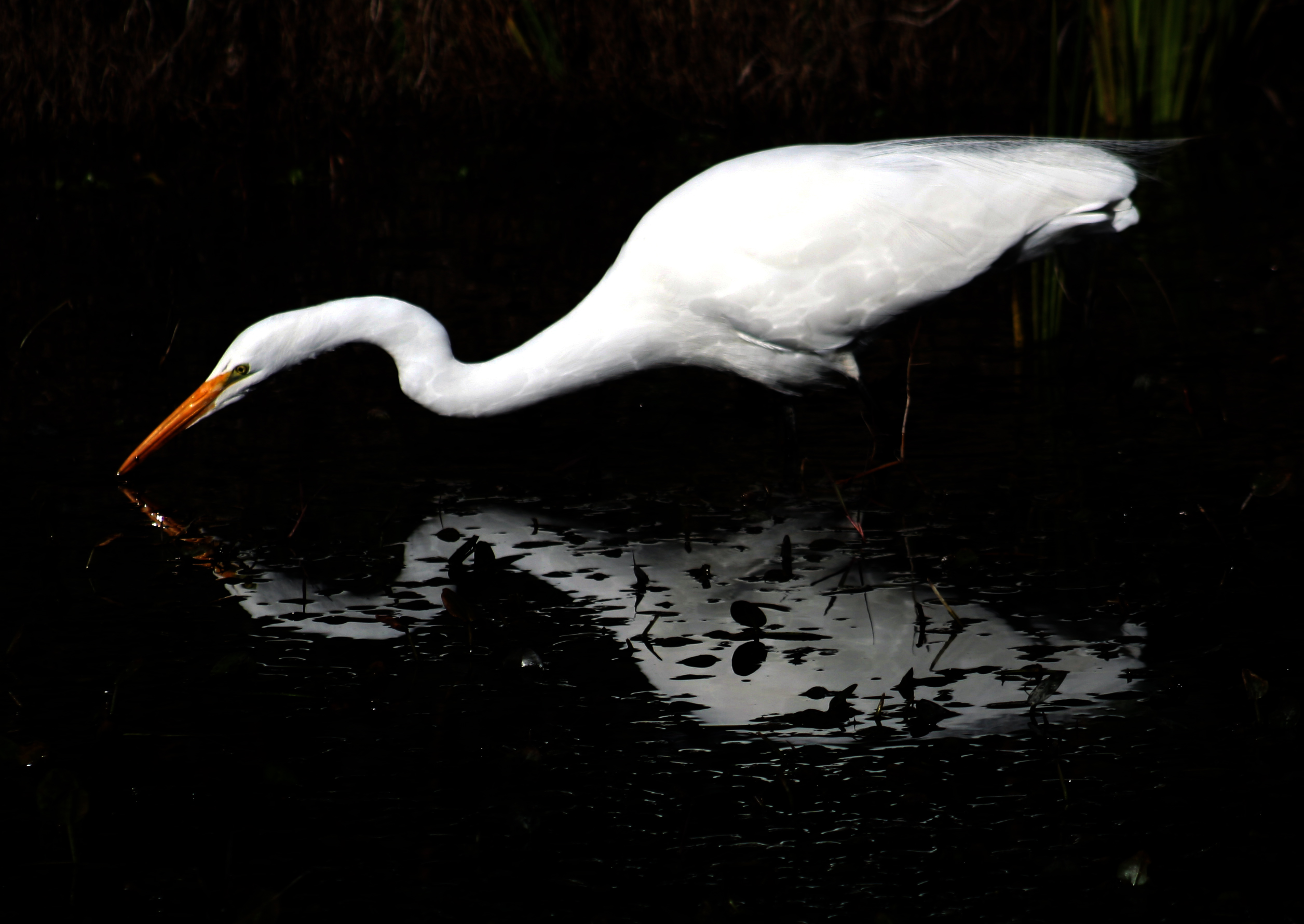
En patrouille sur la plage de l'île Antón, Tom Hudson passe non loin d'une grande aigrette en train de pêcher : "un grand héron blanc qui regardait au fond de l'eau peu profonde, la tête, le cou et le bec en arrêt." ("At Sea", début du paragraphe 10).
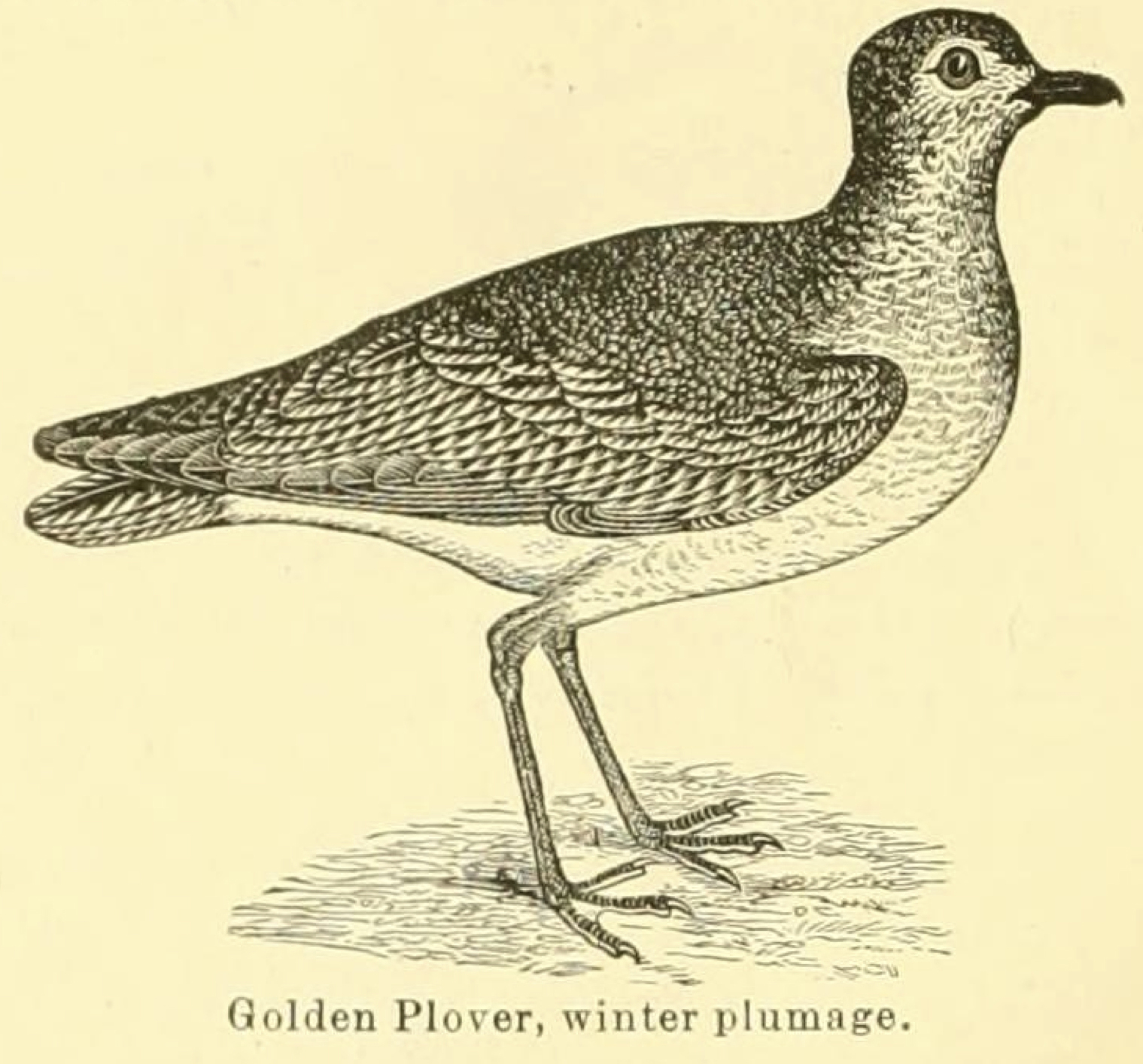
La veille de l'affrontement avec les Allemands, Tom Hudson, de la passerelle de sa vedette échouée sur la vase, regarde les pluviers dorés en attendant la marée montante et pense à son fils aîné, qui a été tué peu de temps auparavant en combat aérien en Europe : adolescent, il avait un jour ramené son premier pluvier... ("At Sea", milieu du paragraphe 19).

## Les accessoires

### Les armes à feu
Décrites avec un luxe de détails, elles atteignent le statut de supports fétichistes.

La carabine courte Mannlicher-Schönauer qu'affectionnait Hemingway

- la carabine courte de marque Mannlicher-Schönauer avec laquelle Hudson tire (sans succès) sur le gigantesque requin-marteau (Bimini, milieu du paragraphe 7) est décrite sur toute une page[58] ; elle garde sur l'acier et le bois les traces du contact étroit et fréquent avec les mains et la joue du héros.
- le révolver calibre .357 Magnum[59] à la crosse polie et noircie par la sueur de la main du héros, est non seulement un interlocuteur (Hudson demande à son révolver. « Ça fait combien de temps que tu es ma petite amie ? »), mais un substitut de son phallus : il s'endort sur la plage, rêve que son ex-femme est couchée sur lui, et « d'une main il humidifia le .357 Magnum, et, facilement, en plein sommeil, il l'introduisit en place. Puis il resta sous le poids de la femme, avec ses cheveux comme un rideau soyeux sur sa figure, et il bougea doucement et en rythme »[60].
- les pistolets-mitrailleurs Thompson, les tommy abrités de l'air salin dans leurs étuis ces étuis de peau de mouton lainée saturée d'huile « à odeur de savon désinfectant » sont décrits deux fois suspendus à des crochets sont appelés niños (jeunes enfants) par l'équipage. C'est l'arme que Hemingway a mise entre les mains de deux autres de ces héros virils, qu'elle accompagne dans la mort : Robert Jordan (Pour qui sonne le glas) et Harry Morgan (En avoir ou pas).
- la grenade « grise, lourde, dure, avec ses quadrillages qui tiennent bien dans la main ».

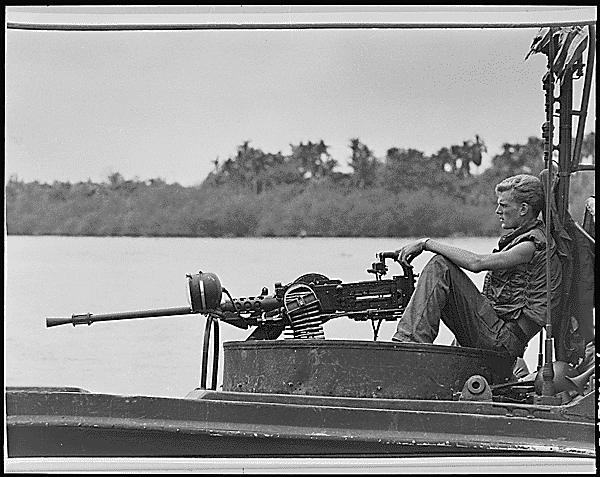
Mitrailleur avec sa Browning M2 calibre .50 sur un bateau patrouilleur américain

- les deux mitrailleuses Browning M2 calibre.50 du bateau. Leur staccato[61] ébranle la plante des pieds de Hudson, blessé et cramponné à sa barre, et elles sont l'agent et le symbole à la fois de l'écrasante supériorité matérielle américaine, et du bien-fondé de la lutte à l'issue de laquelle les Allemands, bons tacticiens mais démunis, sont vaincus : « Bon Dieu, s'ils avaient eu la puissance de feu qu'on avait.... On n'est pas le lumpenproletariat. On est les meilleurs, et on le fait pour rien. … Ils nous ont roulés. Mais on avait la puissance de feu »[62].

Effectivement, les Allemands rescapés du naufrage de leur U-Boote n'avaient que quelques pistolets et pistolets-mitrailleurs Schmeisser MP 40. Hudson, qui a rendu plusieurs fois hommage, à contre-cœur, à leur courage et à leurs qualités de marins et de soldats (et les a traités aussi de « krauts, sons-of-a-bitch et lumpenprolétariat »), n'a trouvé à bord de leur voilier qu'une caissette de cartouches 9 mm, « de bonnes cartes de la côte et des Antilles, et un carton de Camels, sans tampons et marqué « Approvisionnement de la flotte ». Ils n'avaient ni café, ni thé, ni alcools d'aucune sorte ».

### L'alcool

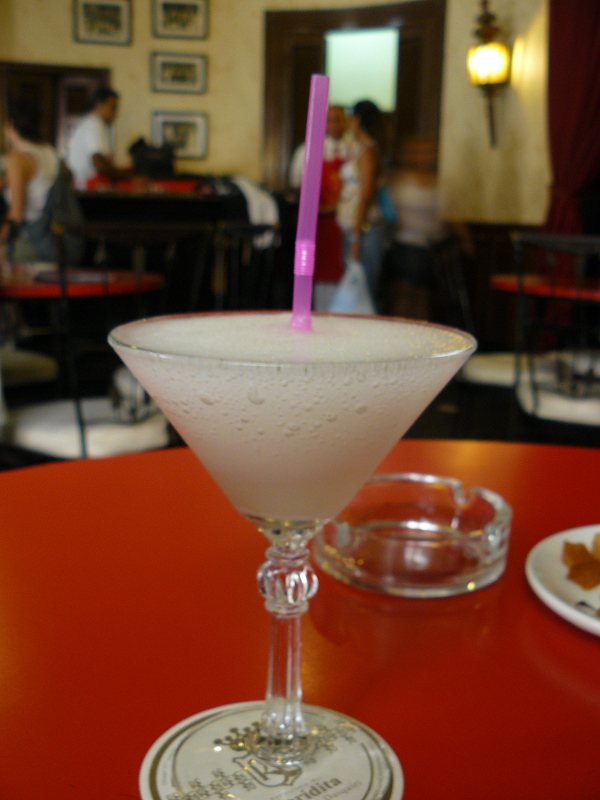
Un daiquiri sur une table du Floridita, en face du coin droit du bar (Hemingway avait sa place au coin gauche).

est le compagnon de route toujours présent. Il se présente plusieurs fois par jour, que ce soit sous la forme du simple gin tonic, ou de beaux cocktails colorés (daiquiri, mojito, etc.) œuvres esthétiques servies dans des verres embués de frais (sur le bateau, les verres sont enroulés dans une serviette en papier tenue par un élastique) – ou de quick ones (« coups en vitesse ») tétés au goulot de la bouteille avant l'action.
Pour Tom Hudson, le gin tonic matinal, avant le petit déjeuner, aurait même une valeur diététique : « Moi, j’aime ce goût. J’aime ce goût, la quinine avec le zeste de limon. Je pense que ça ouvre les pores de l’estomac, ou quelque chose de ce genre. C’est la boisson au gin qui me remonte le plus. Avec ça, je me sens bien. » Et le barman, qui lui avait dit qu’il ne comprenait pas qu’on aime mélanger du bon gin avec une espèce de « boisson hindoue », lui répond : « Je sais. Boire te fait du bien. Alors que moi, ça me rend malade. »
Dans Bimini, le fils aîné de Tom Hudson se rappelle que dans les cafés de Paris qu'il fréquentait avec son père, Jules Pascin l'avait surnommé « the beer swilling monster of the Left Bank » (« le monstre siroteur de bière de la Rive Gauche »), et qu'à table on lui servait de l'« eau rougie ». Et son plus jeune frère joue à merveille l'alcoolique infantile lors d'une farce montée au bar « Ponce de León » pour choquer les bourgeois new-yorkais en vacances. Alors qu'aux États-Unis dès 1919 la prohibition supprimait obligatoirement l'alcool, dans les années 1920 la lost generation usait (et abusait) du libéralisme européen en matière d'alcool, jusqu'à en faire un produit qu'on peut donner aux enfants, voire une panacée. Un trait révélateur de l'attitude des expatriés américains de cette classe d'âge vis-à-vis de l'alcool : contemporain de Hemingway, Francis Scott Fitzgerald écrit dans Tendre est la nuit que Dick Diver, lorsqu'il aperçoit à Rome la femme qu'il recherche, sent « comme si un drink agissait en lui, réchauffait la doublure de son estomac, montait irriguer son cerveau » ; un peu plus tard, « légèrement étourdi par ses exercices acrobatiques, il s'arrête au bar pour avaler un gin-tonic. ». Et quand, en Suisse, la famille d'un malade lui fait quitter sa clinique parce que lui, le Dr Diver, sent l'alcool, il leur dit qu'il ne s'agit que d'un aliment, puis concède qu'effectivement « l'après-midi il s'accorde quelques verres de gin ».
Dans At Sea, Hudson a décidé de ne pas boire pendant la chasse, mais il ne peut tenir complètement sa promesse. Il est vrai que deux de ses marines, Willie le baroudeur, et Peters le radio, sont des éthyliques chroniques, et que les autres membres de l'équipage ont tendance à boire…
Dans Cuba, de son retour à son départ 24 heures plus tard, Hudson ingurgite à la file whiskies et mélanges à base de rhum : au bar La Floridita.

## Les modèles

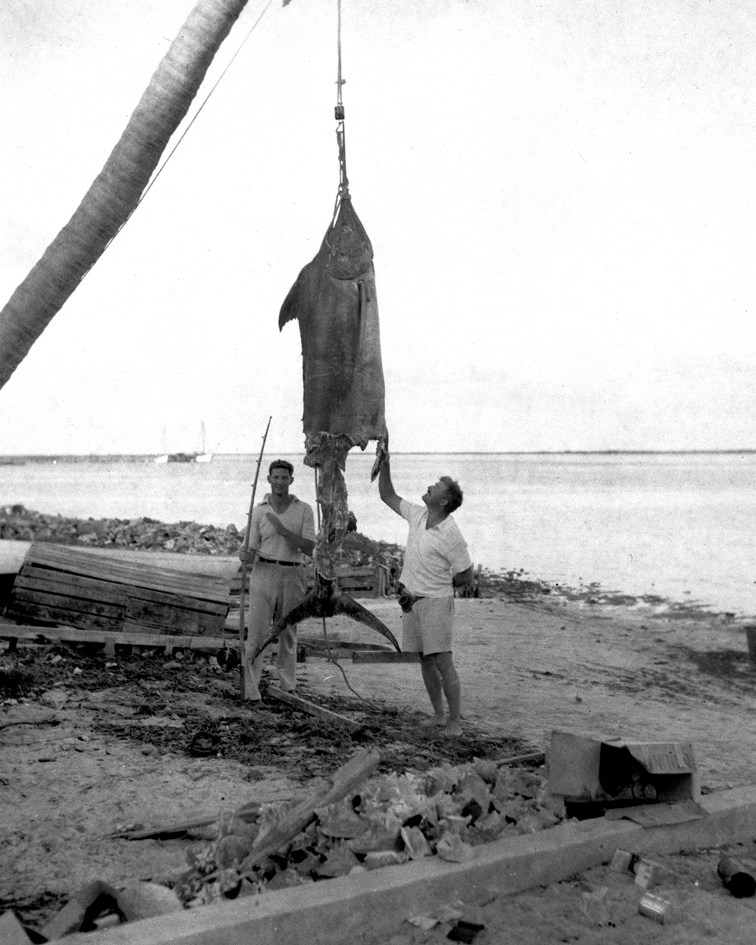
Le peintre Henry Strater et Hemingway à Bimini en 1935

De même que les héros principaux des livres de Hemingway sont fortement inspirés de Hemingway lui-même, ses amis (ou ex-amis) lui ont souvent servi de modèle pour les caractères secondaires. Comme l'a écrit Rose Mary Burwell : « Hemingway-l'homme écrivait les romans, et le romancier vivait avec les conflits de l'homme : l'art et la vie occupaient le même espace ».

### Les peintres
Henry Strater, Waldo Peirce, Gerald Murphy (du couple de richissimes mécènes Gerald et Sara Murphy, inventeurs de la « Côte d'Azur en été » dans les années 1920).
Rose Mary Burwell a écrit que Hemingway était sûr que « les femmes de ses amis artistes Scott Fitzgerald, Waldo Peirce, Evan Shipman, et Mike Strater avaient une action destructrice sur leur œuvre ».

### Le second-cuisinier-maître de pêche
(Eddy dans Bimini - Antonio dans At Sea) est dessiné d'après Gregorio Fuentes.

### La mort des trois fils
de Tom Hudson peut avoir été inspirée par celle des deux fils de Gerald et Sara Murphy : Baoth (de méningite, en 1935), et Patrick (de tuberculose, en 1937).
Tom Hudson, qui avait admis qu'il avait échoué dans son rôle de père va retrouver des fils de substitution (certains dociles, d'autres rétifs) dans son équipage (voir le chapitre II, paragraphe "L'équipage").

## Adaptation au cinéma
- 1977 : L'Île des adieux (Islands int the Stream), film américain réalisé par Franklin J. Schaffner, avec George C. Scott dans le rôle de Thomas Hudson. Ce film, dont le scénario, écrit par Denne Bart Petitclerc (1929–2006), est inspiré d'assez loin par le roman d'Hemingway, reçoit une nomination pour l'Oscar de la meilleure photographie 1978.

## Illustration
Traduit en ukrainien, Islands in the Stream est illustré en première de couverture par l'aquarelliste Nikolay Tolmachev.